# Château d'Ancy-le-Franc
Le château d'Ancy-le-Franc (1538-1546), situé dans la commune d'Ancy-le-Franc dans le département français de l'Yonne en Bourgogne, est une œuvre architecturale de l'italien Sebastiano Serlio, réalisée pour Antoine III de Clermont (1498-1578), beau-frère de Diane de Poitiers.
Représentant un véritable tournant stylistique, l'édifice est l'une des premières réalisations de la Seconde Renaissance française (1540 à 1559/1564), marquant non seulement l’avènement de « l'architecture modulaire » dans l'élévation des façades mais également une évolution vers le classicisme en France.
Le château ainsi que les communs, pavillon du parc, douves, parc ordonnancé et son mur de clôture ont fait l’objet de classements au titre des monuments historiques et dès le 8 mars 1983 confirmé le 26 septembre 2003,.

## Histoire

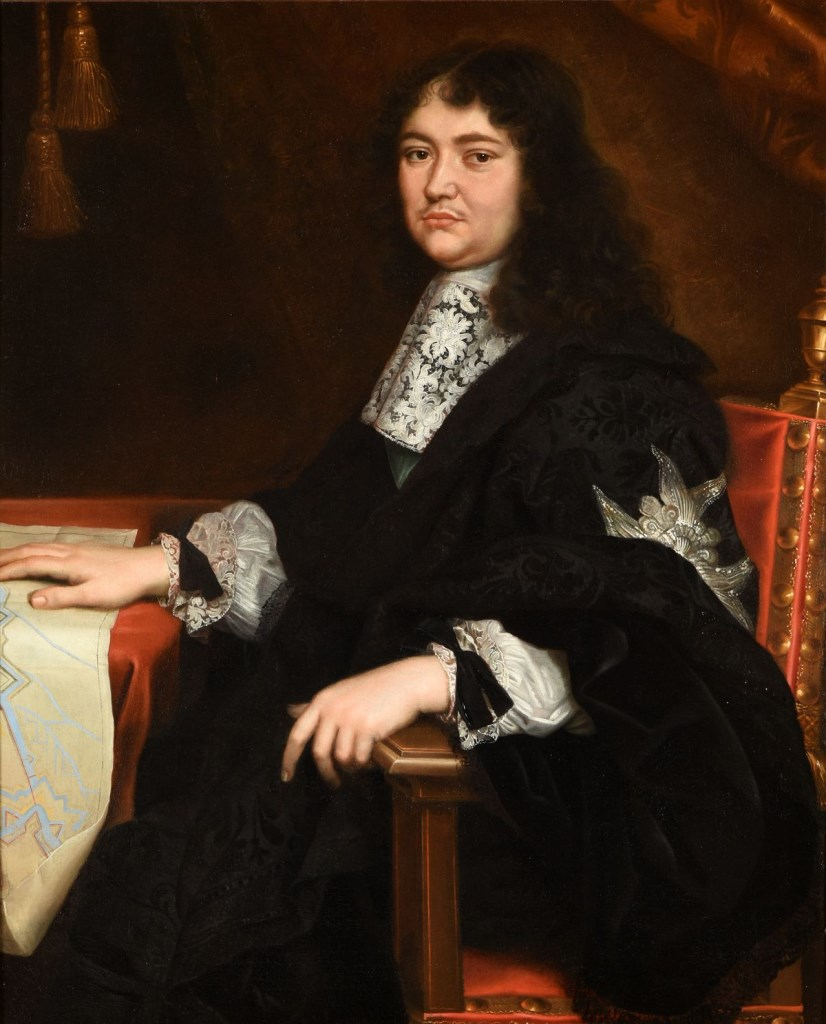
Le marquis de Louvois par Pierre Mignard (Beaux-arts de Reims).

Dès le XIIe siècle existait dans la commune d'"Anecÿ-le-Franc en Champagne" un château fort, dont une tour subsistait encore à la fin du XVIe siècle ; le fief de Cusy était associé à la seigneurie d'Ancy-le-Franc. Il existait alors une famille seigneuriale locale, les d'Ancy, issus des Mont-Saint-Jean et placés sous la suzeraineté des vicomtes de Rougemont : ainsi, Guillaume Ier de Mont-St-Jean fut le père entre autres enfants de Jobert de Mont-Saint-Jean, lui-même père de Jean Ier d'Ancy, fl. au XIIIe siècle ; Jean était le cousin germain de Guillaume III de Mont-Saint-Jean (époux de Marie des Barres), et il maria Agnès de Saint-Florentin dame de Pacy, d'où Jean II (père de Jean III, seigneur jusque vers 1315) et Reine d'Ancy,.
La succession passe alors aux descendants de Reine, qui avait épousé Guillaume Ier d'Arcis-sur-Aube sire de Chacenay et de Pisy, d'où semble-t-il Jean d'Arcis, évêque de Langres en 1342-1344, dit seigneur d'Ancy (à moins qu'il soit un d'Arcy !), et en tout cas Erard II (qui continue les sires de Chacenay et de Pisy) et Guillaume II d'Arcis, sire d'Ancy. Alix d'Arcis, la fille de Guillaume, transmet Ancy-le-Franc et Eclance à son mari Eudes de Grancey-Larrey, et leur fille Marguerite de Grancey devient dame d'Ancy-le-Franc, dont elle fit le dénombrement en 1390.
Puis Ancy se retrouve aux mains des sires de Plancy. Ainsi, Louis de Plancy (né vers 1355 et † 1396 à Nicopolis), semble le père de Jeanne de Plancy, qui, elle, est une dame d'Ancy-le-Franc avérée, mariée à Claude de Tenarre (plutôt que de Tannerre ; † en avril 1455).
Leur fille Claude de Tenarre/de Tannerre transmet Plancy, Ancy-le-Franc et Cusy à son mari Humbert de Neufchâtel-Bourgogne-Montaigu, vicomte de Bl(a)igny, sire de Nanteuil-la-Fosse et de Châtel, épousé vers 1448. Claude de Tenarre meurt vers 1459 mais sa fille Jeanne de Neufchâtel-Nanteuil, Châtel et Bligny, n'hérite pas vraiment d'Ancy, qui reste plutôt à la 2e femme d'Humbert, Charlotte d'Aulnay-de Louvres, Orville et Goussainville (fille de Pierre le Gallois d'Aulnay). Charlotte se remarie elle-même, après le décès d'Humbert, avec Miles de Dampierre, qui reprend la titulature de Plancy et d'Ancy (par exemple en 1484) : leur gendre est Pierre d'Orgemont de Méry († vers 1500), qui épouse en 1490 leur fille Suzanne de Dampierre. En 1509, Jean de Toulongeon-Traves († 1513), le 3e mari de Suzanne de Dampierre, vend la terre d'Ancy à la comtesse de Tonnerre, Antoinette de La Trémoille, mère d'Anne de Husson.
C'est à partir de 1536 que le château actuel est érigé à la demande d'Antoine III de Clermont, beau-frère de Diane de Poitiers et fils d'Anne de Husson, comtesse de Tonnerre. Les plans de l'édifice sont traditionnellement attribués à l'architecte italien Sebastiano Serlio, que le roi François Ier avait fait venir en France.
Au décès de l'architecte italien en 1554 à Fontainebleau, l'architecte Pierre Lescot, a pris la suite des travaux dans l'esprit des plans primitifs de Serlio.
La décoration intérieure, reprenant les partis pris de la Salle de bal de Fontainebleau, est attribuée en grande partie au Primatice assisté d'autres peintres de la Première école de Fontainebleau tels que Nicolò dell'Abbate, Luca Penni ainsi que des artistes flamands italianisés comme Bartholomeus Spranger et Nicolas de Hoey.

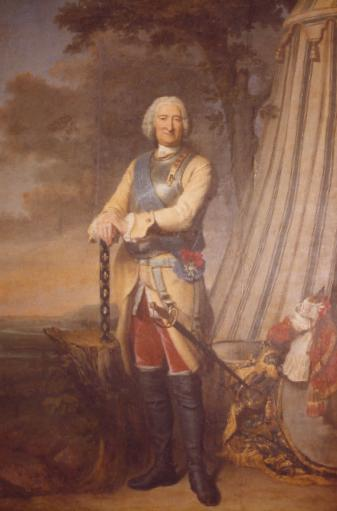
Gaspard de Clermont-Tonnerre (1759).

Antoine III de Clermont meurt en 1578, laissant le château inachevé.
C'est son petit-fils Charles-Henri qui reprend les travaux. Le château est alors en mesure d'accueillir des hôtes prestigieux : Henri III - attendu mais qui ne viendra pas au château - Henri IV en 1591, Louis XIII en 1631 et Louis XIV en 1674.
En 1683, les Clermont-Tonnerre doivent vendre la terre d'Ancy-le-Franc, qui est achetée par François-Michel Le Tellier de Louvois, ministre de Louis XIV. L'année suivante, ce dernier acquiert le comté de Tonnerre, se constituant ainsi un vaste domaine. Il fait construire perpendiculairement à la demeure et face au portail d'entrée de grands communs "en U", et confie à André Le Nôtre le tracé d'un jardin à la française.
Suivant la mode de l'époque, le marquis de Courtanvaux, militaire et scientifique descendant du marquis de Louvois, qui mourut en 1781, transforme à partir de 1759 une partie des jardins en un parc à l’anglaise, ne laissant que la perspective centrale en parterres de broderie.
En vertu de la substitution, Ancy- le Franc passe après lui à son cousin Louis Sophie Le Tellier, marquis de Souvré et de Louvois, mort en 1785, puis au fils de celui-ci, Auguste Michel Le Tellier de Louvois, mineur au moment de la Révolution.
Pendant la Terreur, Auguste Michel Le Tellier de Louvois, encore enfant, émigre avec sa mère. En 1795, sa famille parvient à le faire radier de la liste des émigrés et il regagne la même année Ancy le Franc. Il reprend possession du château vidé pendant le séquestre, avec son vaste domaine. 
il procède ensuite à la remise en état des extérieurs, longtemps laissés à l'abandon. De ce fait, le concepteur ne put reprendre que certaines dispositions du XVIIIe siècle ; dès 1836 les fossés sont comblés, et les dernières allées rectilignes disparues font place à une sorte « d’errance poétique ». Le château retrouve pourtant sa splendeur passée.
Après la mort sans enfant d'Auguste Michel Le Tellier de Louvois, en 1844, le château d'Ancy-le-Franc est vendu en 1845 conjointement à Aimé de Clermont-Tonnerre (1812-1889), marquis et futur 6e duc de Clermont-Tonnerre, et à son beau-père, le marquis de Clermont-Montoison. 
Descendant d'Antoine III de Clermont, Aimé de Clermont-Tonnerre se rend propriétaire d'une demeure construite par un de ses ancêtres.  
Son fils, Roger de Clermont-Tonnerre (1842-1910), 7e duc de Clermont-Tonnerre, puis le fils de celui-ci, Philibert de Clermont-Tonnerre (1871-1940), 8e duc de Clermont-Tonnerre, et la sœur de ce dernier, Françoise de Clermont-Tonnerre (1885-1957), mariée avec le prince Félix de Mérode, lui succèdent à Ancy le Franc. En 1981, la famille de Mérode vend le château d'Ancy le Franc aux frères Jacques et Michel Guyot, après lesquels il passe entre diverses mains jusqu'en 1999.
Plusieurs objets mobiliers en provenant, dont les deux rares pièces de la Tenture des Dieux (tapisseries de Paris, atelier du faubourg Saint-Marcel, vers 1650), les portraits du comte de Guerchy par Tischbein (1760), du duc de Penthièvre jeune en tenue d'amiral de France (anonyme du XVIIIe s.), d'une dame attribuable à Nattier, un Choc de cavalerie au pont de Milvius ("grisaille" anonyme du XVIIe s.), et un important coffret indo-portugais en argent filigrané (XVIIe ?), figuraient à une vente publique au Mans (Sarthe) le 12 décembre 2020 (reprod. coul. dans "La Gazette Drouot" no 42, 27/11/2020 p. 195).
Aujourd'hui propriété privée de la société Paris Investir SAS, un collectif d’experts s’applique depuis juillet 1999 à établir un état des lieux exhaustif pour permettre que soit menée à bien une restauration exceptionnelle, à la mesure du caractère particulier du palais italianisant d’Ancy-le-Franc.
Certains de ces travaux de restauration ont pu être réalisés grâce aux subventions et l’aide de la DRAC Bourgogne et au partenariat avec l’INP, l’Institut National du Patrimoine.

### Protection
Le château fait l’objet d'un classement comme monument historique dès le 8 mars 1983, confirmé le 26 septembre 2003.

## Le Contexte: L'avènement de la Seconde Renaissance en France (1540 à 1559/1564)

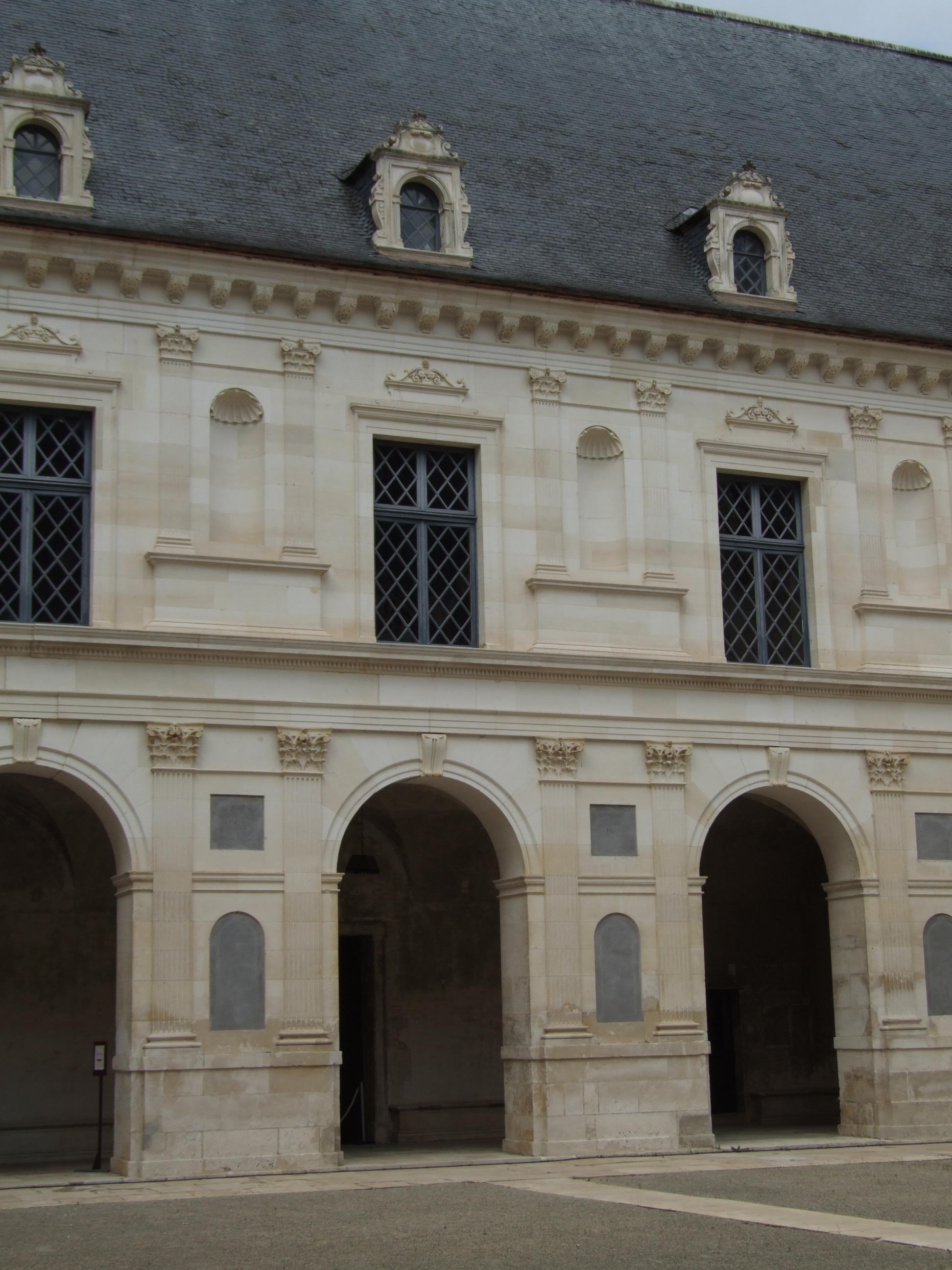
Dans la cour intérieure du château d'Ancy-le-franc, l'utilisation de la travée rythmique de Bramante marque l'avènement de "l'architecture modulaire" en France.

La Seconde Renaissance (1540 à 1559/1564) se développe principalement durant les règnes de Henri II, François II puis Charles IX, pour ne s'achever que vers 1559-1564, au moment même où commencent les guerres de Religion, qui seront marquées par le massacre de la Saint-Barthélemy et la contre-réforme catholique.
Alors que la Première Renaissance (1515-1540) est peu à peu acceptée en province, toute une série d'innovations se font principalement sentir en Île-de-France mais également dans certaines provinces plus au sud comme ici en Bourgogne tandis que le Val de Loire se retrouve relégué en conservatoire des formes de la Première Renaissance (1515-1540).
À partir de 1540, à la suite de la venue en France de l'architecte italien Sebastiano Serlio, le Classicisme progresse et amène une rupture stylistique : Bien que son œuvre architecturale, comptant le château d'Ancy-le-Franc, reste limitée, son influence est considérable par la publication de son "Traité d'Architecture" (1537-1551). Grâce à ses œuvres gravées, il est un des premiers à initier les autres artistes à la beauté des monuments de l'Antiquité, contribuant ainsi à faire évoluer plans et décors vers plus de sobriété et de régularité. Pour autant, l'architecture française continue de garder des traits propres qui séduisent Serlio : les lucarnes " sont de grand ornements pour les édifices comme une couronne" et les grands combles couverts d'ardoise bleutées sont "des choses très plaisantes et nobles".
Sous cette influence, les architectes français qui à l'époque du style Louis XII (1495-1525/1530) et de la Première Renaissance (1515-1540), étaient des maîtres-maçons traditionalistes et plein de verve, deviennent dès lors, des savants et des lettrés dont certains effectuent leur voyage d'études en Italie. Rompant avec les "fantaisies" italianisantes et les souvenirs médiévaux typiques des créations du Val de Loire, cette nouvelle génération d'artistes opère une synthèse originale entre les leçons de l'Antiquité, celle de la Renaissance italienne et les traditions nationales. Collaborant désormais étroitement avec les sculpteurs, ils définissent une architecture et un décor savants, préférant la beauté des lignes à la richesse de l'ornementation.
Considéré comme un véritable tournant stylistique, le château d'Ancy-le-Franc (1538-1546) représente l'une des premières réalisations à répondre à cet idéal nouveau, marquant une évolution vers le classicisme en France. Avec cet édifice commence alors sur le sol français ce que l'on appelle : "l'architecture modulaire".

## Le château: Une construction française"in costume italiano"

### L'architecture

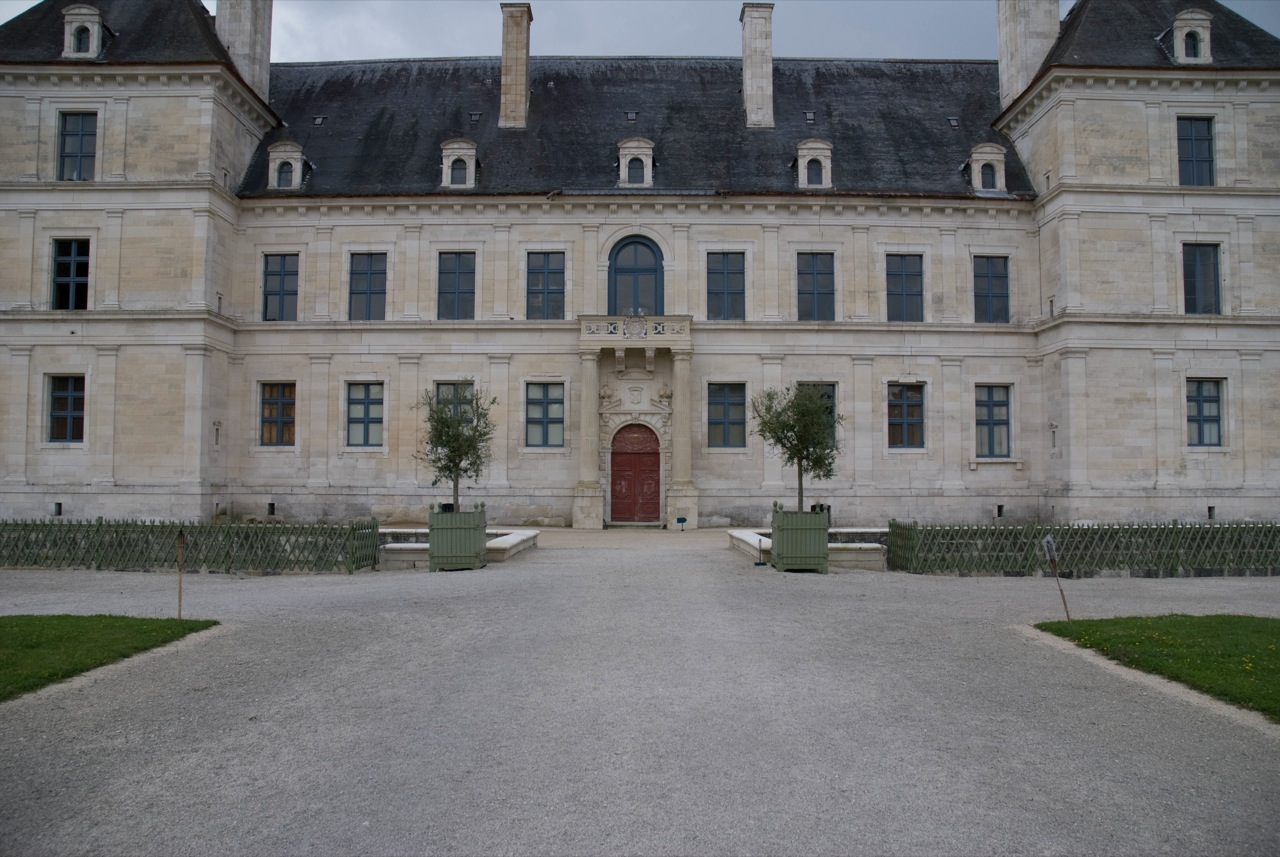
La façade Nord donnant sur le pont-levis disparu du XVIIe siècle.
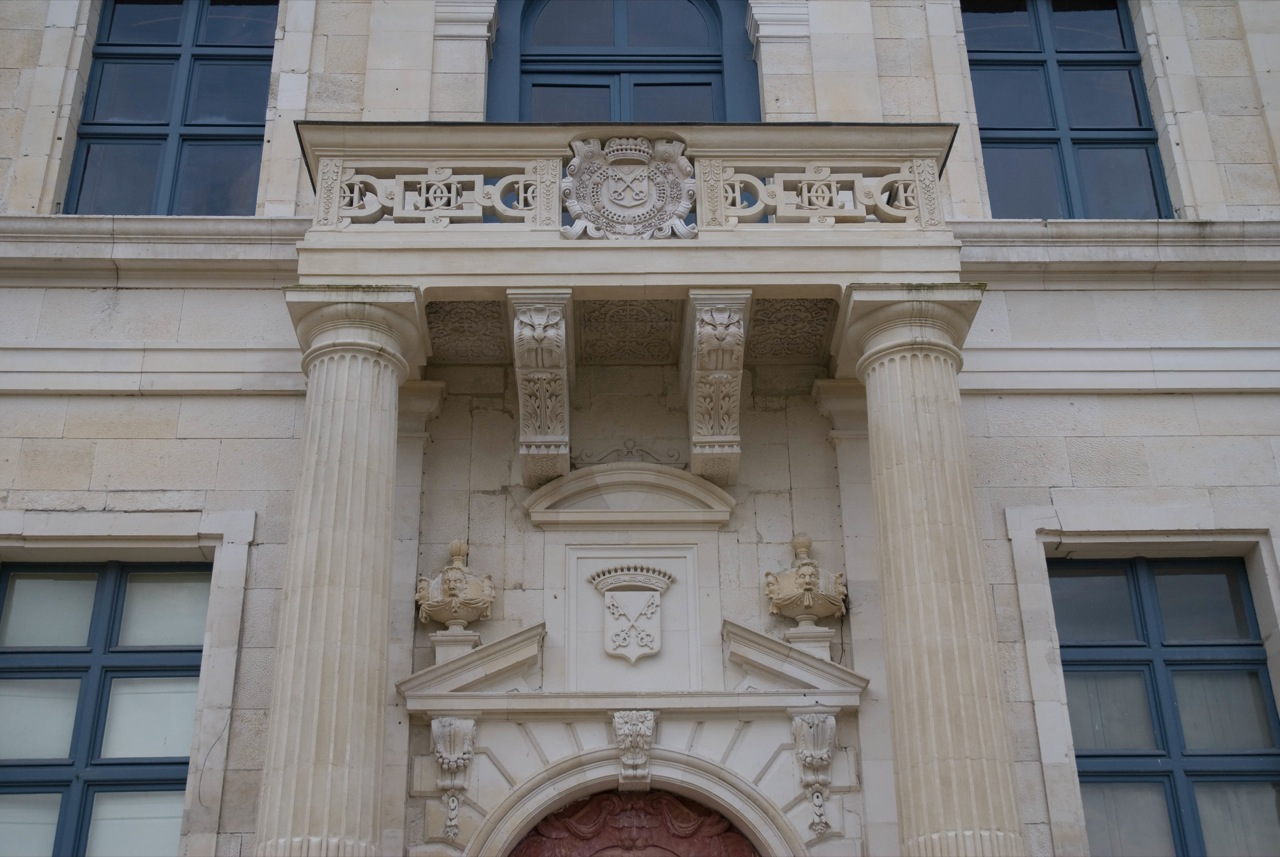
Balcon surmontant l'entrée du pont-levis disparu du XVIIe siècle.
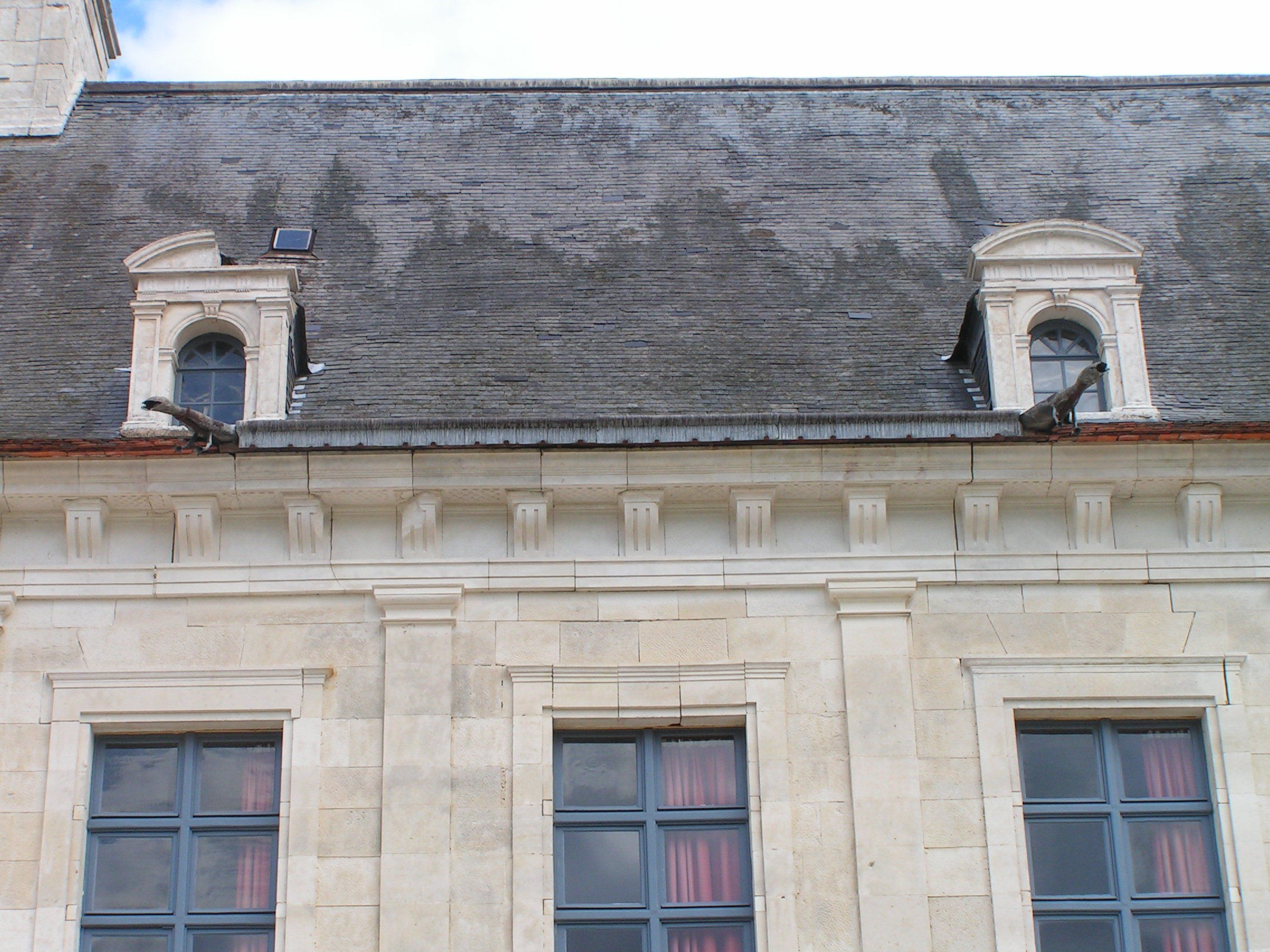
Les lucarnes classicisantes de la façade extérieure.
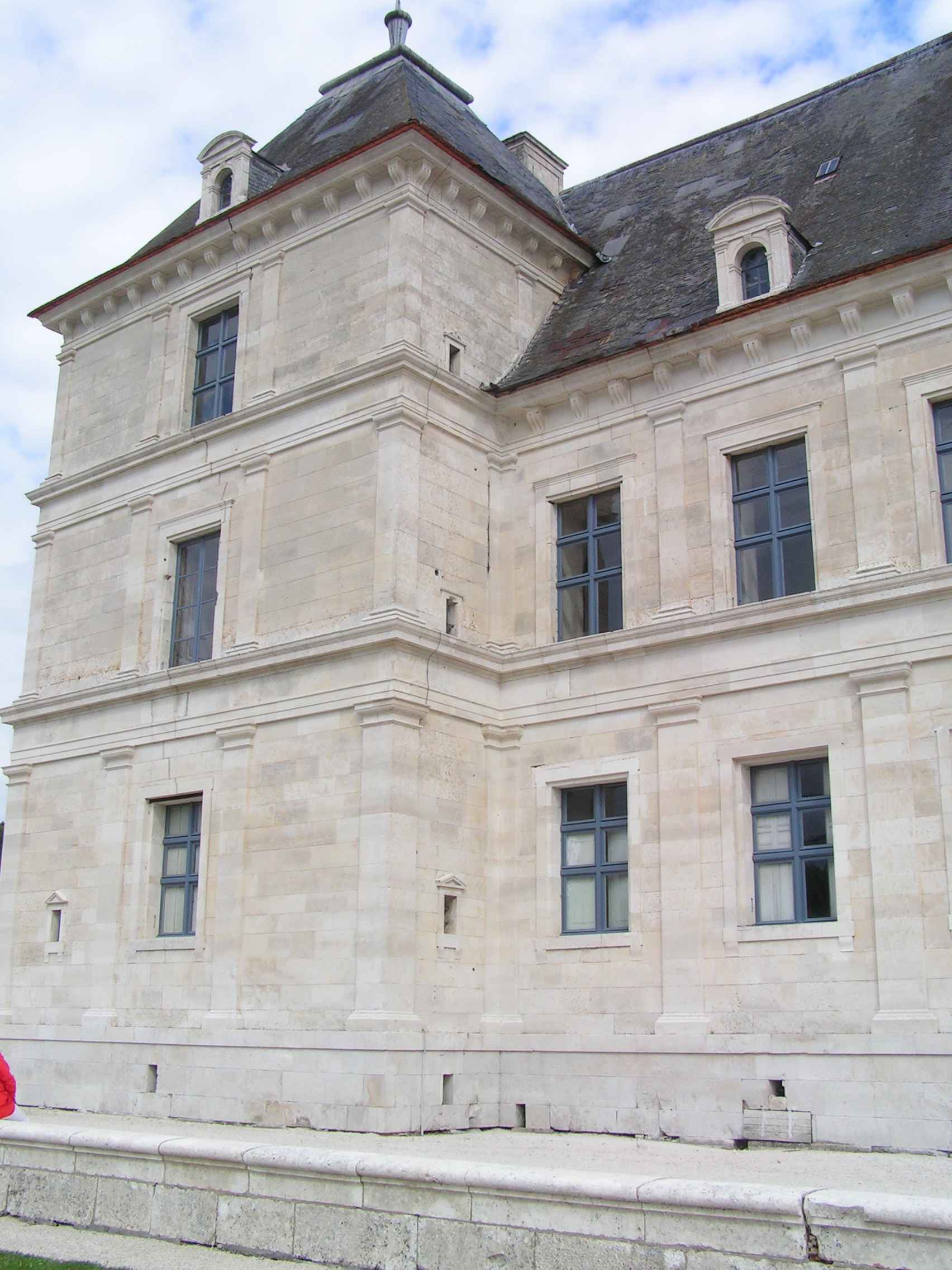
L'un des pavillons d'angle.
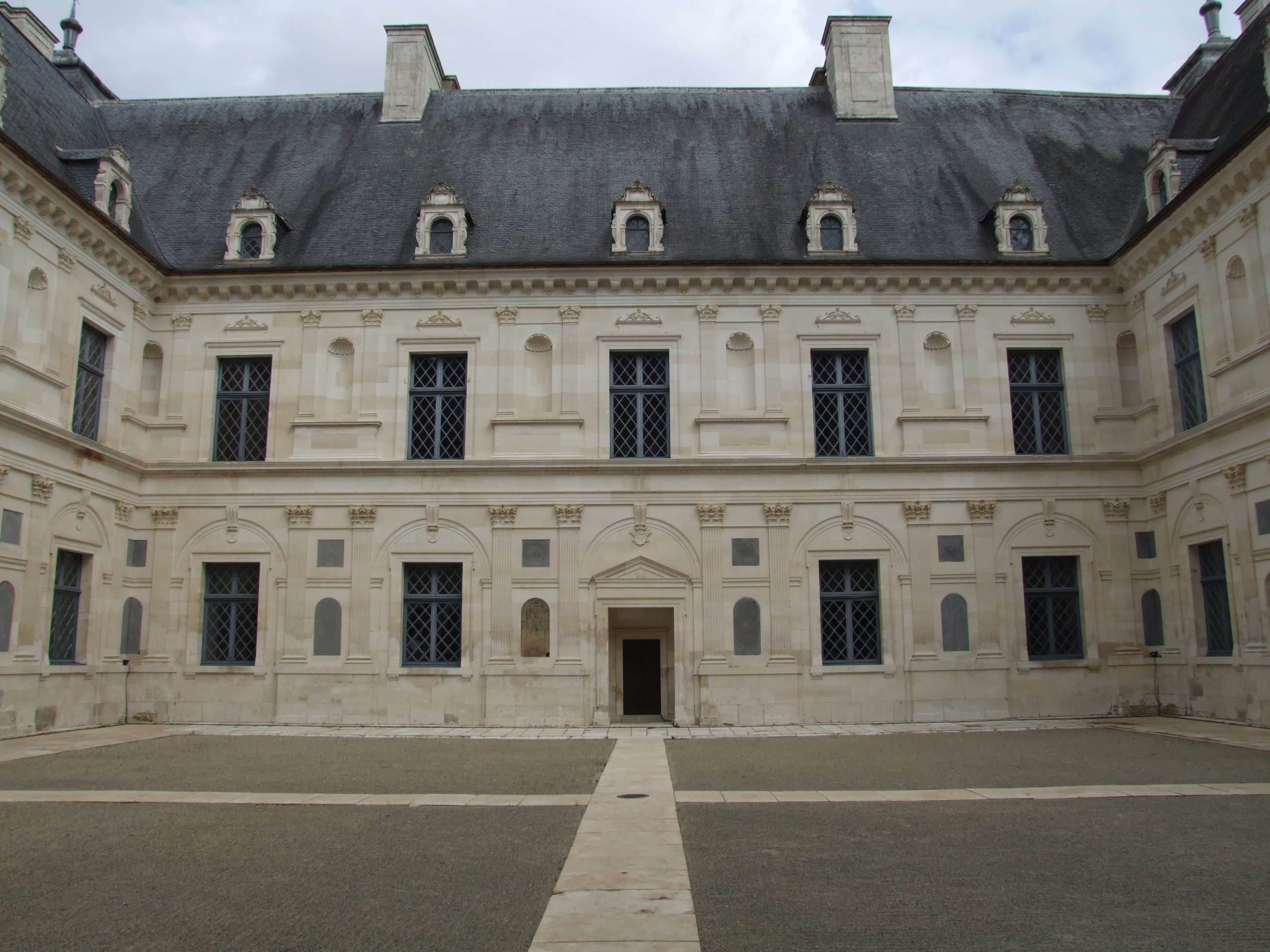
Le "Cortile" intérieur (1538-1546).
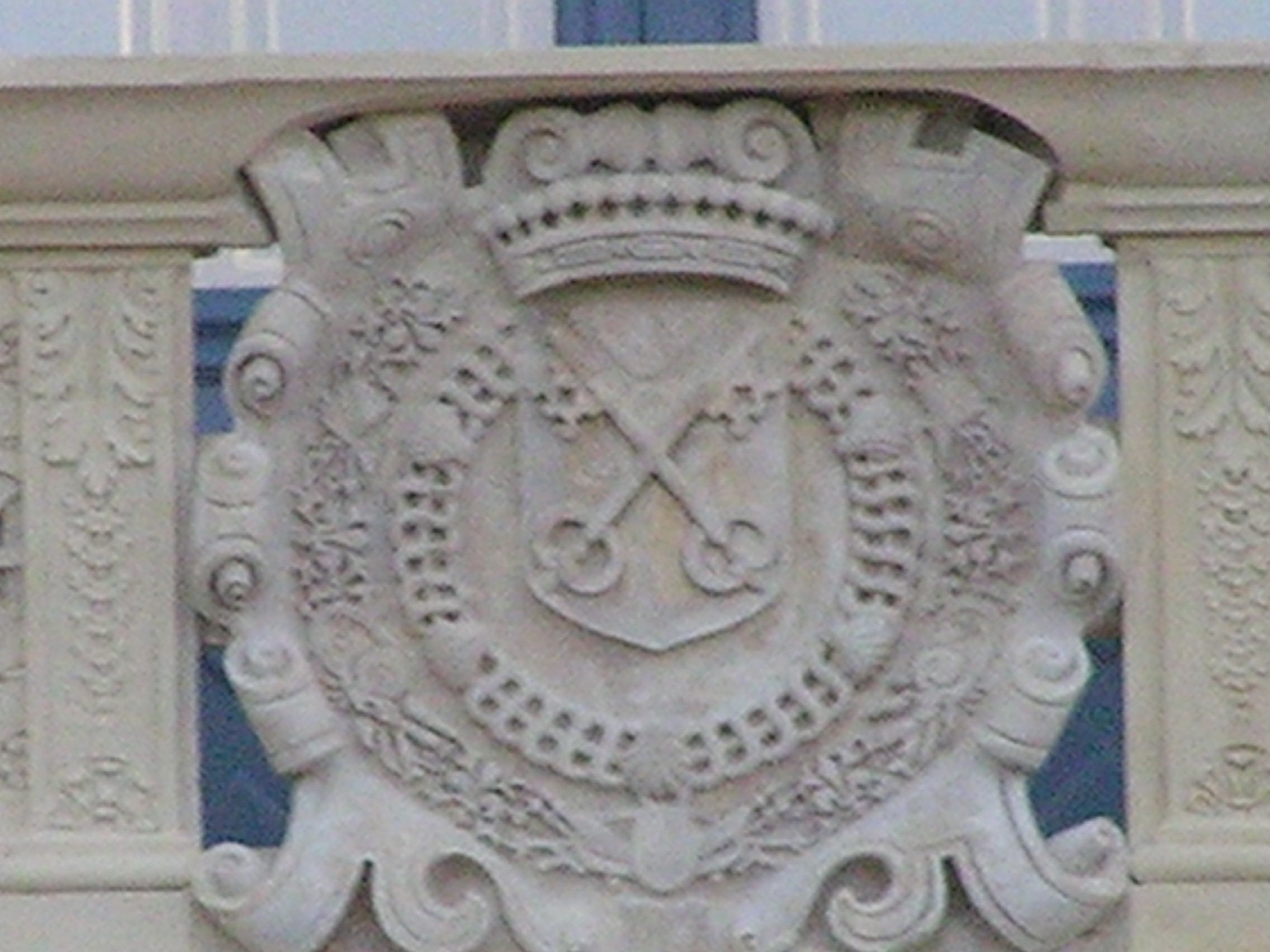
Armoiries de la Maison de Clermont-Tonnerre.

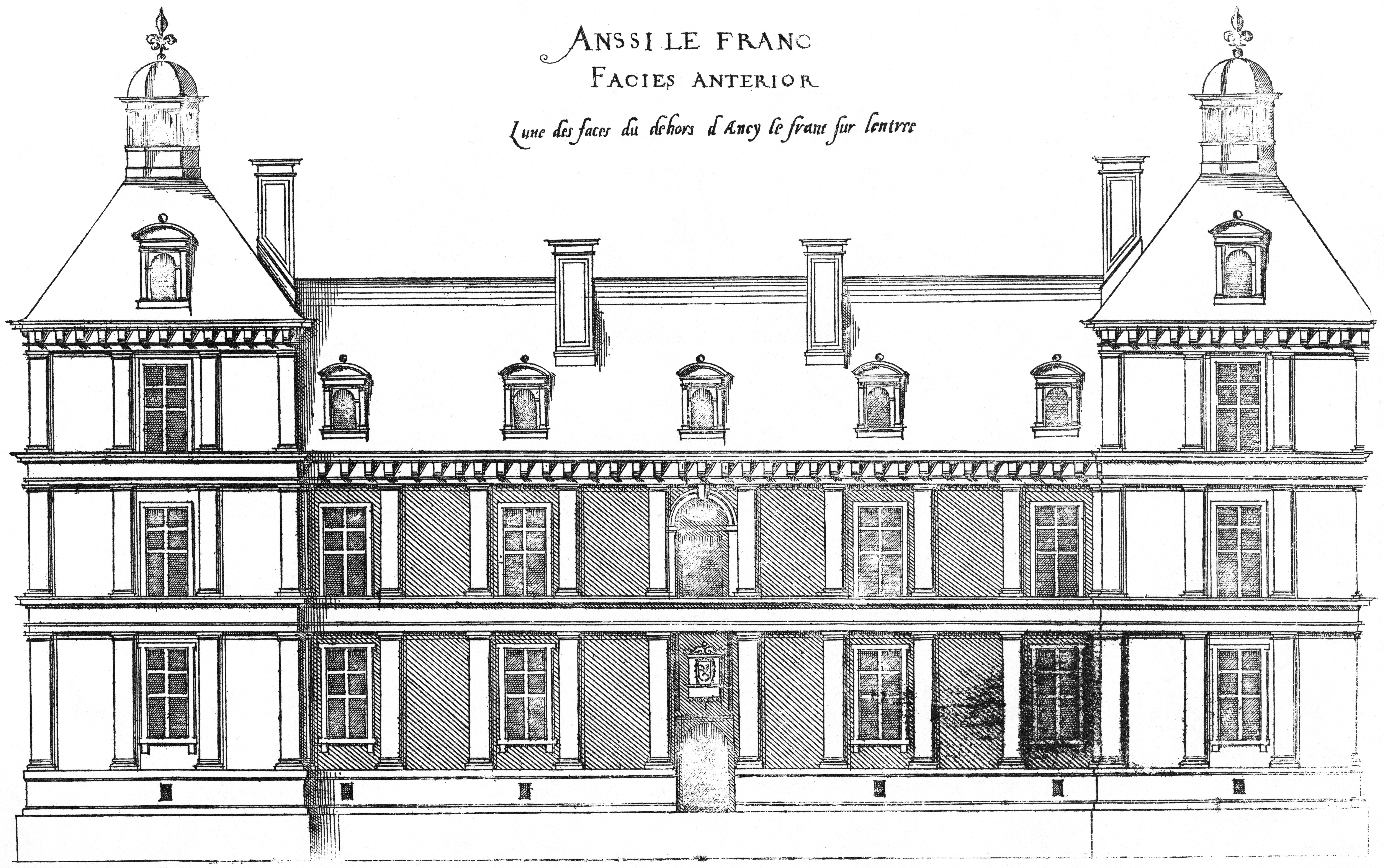
Élévation originale de l'extérieur du château de "Anssy-le-Franc" avant sa modification au XVIIe siècle (1576, Jacques Ier Androuet du Cerceau, « Les plus excellents bastiments de France »).

L'architecture du château est le fruit de la rencontre entre un seigneur éclairé, Antoine III de Clermont (1498-1578), beau-frère de Diane de Poitiers et un artiste italien Sebastiano Serlio (1475-1555). L'architecte alors occupé à la construction de l'hôtel du cardinal de Ferrare à Fontainebleau y trouve l'occasion rarissime de réaliser pleinement ses idées en édifiant sur un terrain vierge un édifice exemplaire de ses goûts sans le souci de s'accommoder d'une construction plus ancienne. Pour autant, Sebastiano Serlio se plie aux exigences du commanditaire; surmontant comme au château de Villandry, les corps de l'édifice d'un toit très pentu alors qu'on y projetait des toits plats. Les murs sont d'un bel appareil régulier en pierre calcaire de Bourgogne.
Considéré comme un véritable tournant stylistique, le château d'Ancy-le-Franc est dès lors considéré comme l'une des premières réalisations de la Seconde Renaissance française (1540 à 1559/1564), marqué par une exigence nouvelle de clarté dans l'élévation et une évolution vers le classicisme. Avec cet édifice commence alors sur le sol français ce que l'on appelle : "l'architecture modulaire". L'harmonie et la symétrie des volumes des façades, l’emploi des ordres antiques, la cohérence et la rigueur de l’ensemble témoignent de la volonté de Sebastiano Serlio à utiliser aussi bien la conception italienne que les fruits de la tradition française. La Marquise de Sévigné évoquera d'ailleurs dans ses lettres : le château d'Ancy-le-Franc est comme une construction française "in costume italiano".

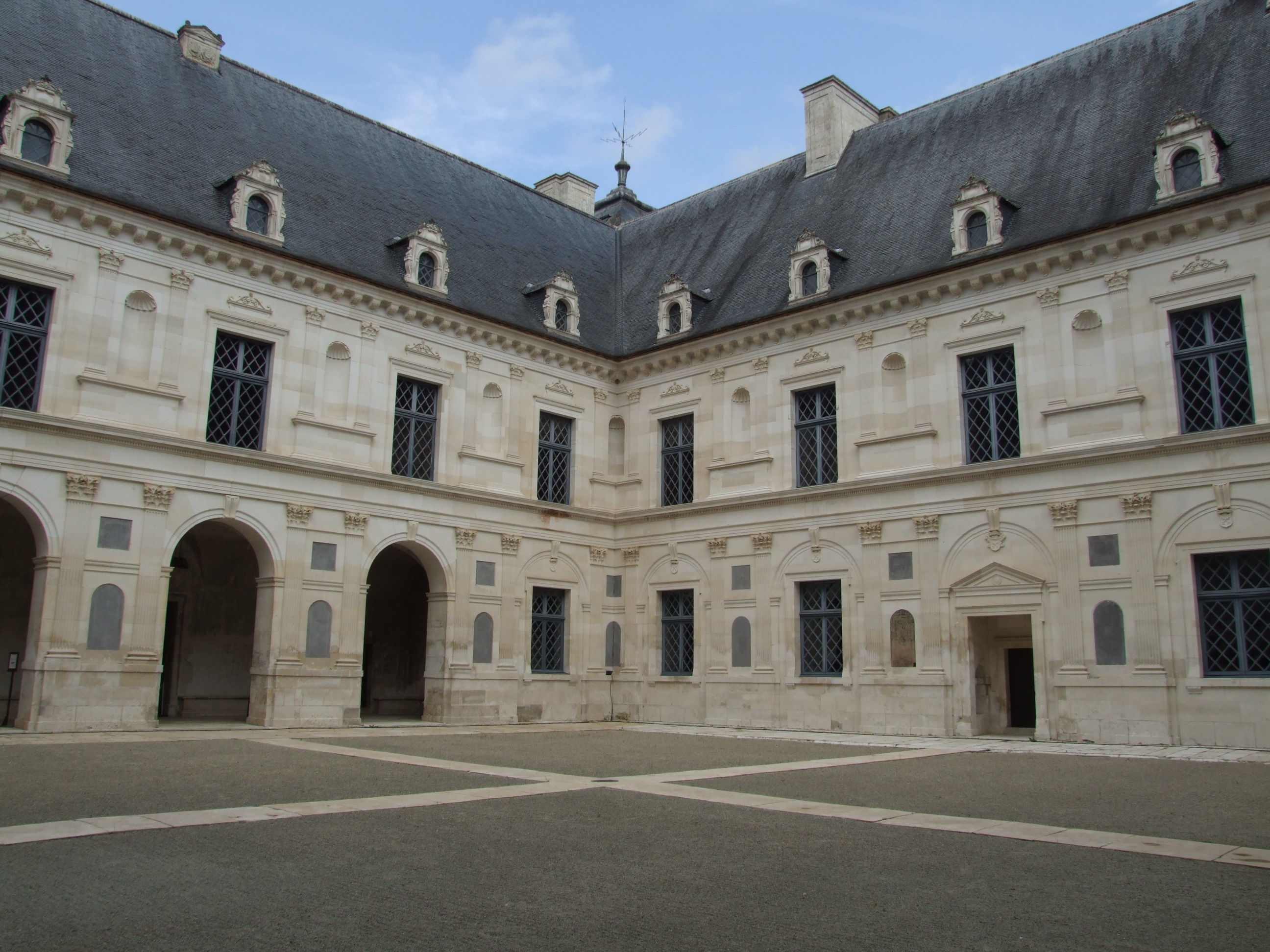
Cour intérieure du château d'Ancy-le-Franc (1538-1546).

Il suffit de comparer le château d'Ancy-le-Franc avec un château de la Première Renaissance (1515-1540), tel qu'Azay-le-Rideau, pour constater les différences profondes entre les architectures des deux époques. Tout l'appareil défensif, mâchicoulis ou le chemin de ronde d'Azay-le -Rideau disparaissent ici purement et simplement tandis que les tours d'angle de Chambord deviennent comme à Villandry, de simples pavillons carrés. Il en va de même pour l'ornementation. Il suffit de comparer les lucarnes d'Ancy-le-Franc avec celles du Val de Loire, pour se rendre compte du chemin parcouru. À l'étagement de pinacles, de niches à coquilles et de petits arcs-boutants de la Première Renaissance (1515-1540), succède une composition de lignes épurées très sobrement ornées, où les cannelures antiquisantes remplacent dans les pilastres, les rinceaux et arabesques de l'époque de François Ier : Un style sévère succède alors aux grâces légères de la Première Renaissance (1515-1540).
Reprenant une disposition déjà observée au château de Villandry, l'édifice d'Ancy-le-franc présente un aménagement moderne par la régularité de son plan quadrangulaire où les pavillons saillants, surmontés alors d'un lanternon, s'articulent harmonieusement aux angles. Ce plan s'inspire des plans dits en « pi » très utilisés en France à cette époque et que l'on retrouvera d'ailleurs au château d'Écouen. Pour mettre en valeur l'édifice, le terrain est largement cerné d'un fossé (comblé en 1836) dont les terres enlevées servent alors à remblayer une large terrasse de six mètres de large (disparue au XVIIIe siècle) formant ainsi une sorte de socle d'où l'édifice doit dominer l'étendue de la plaine.

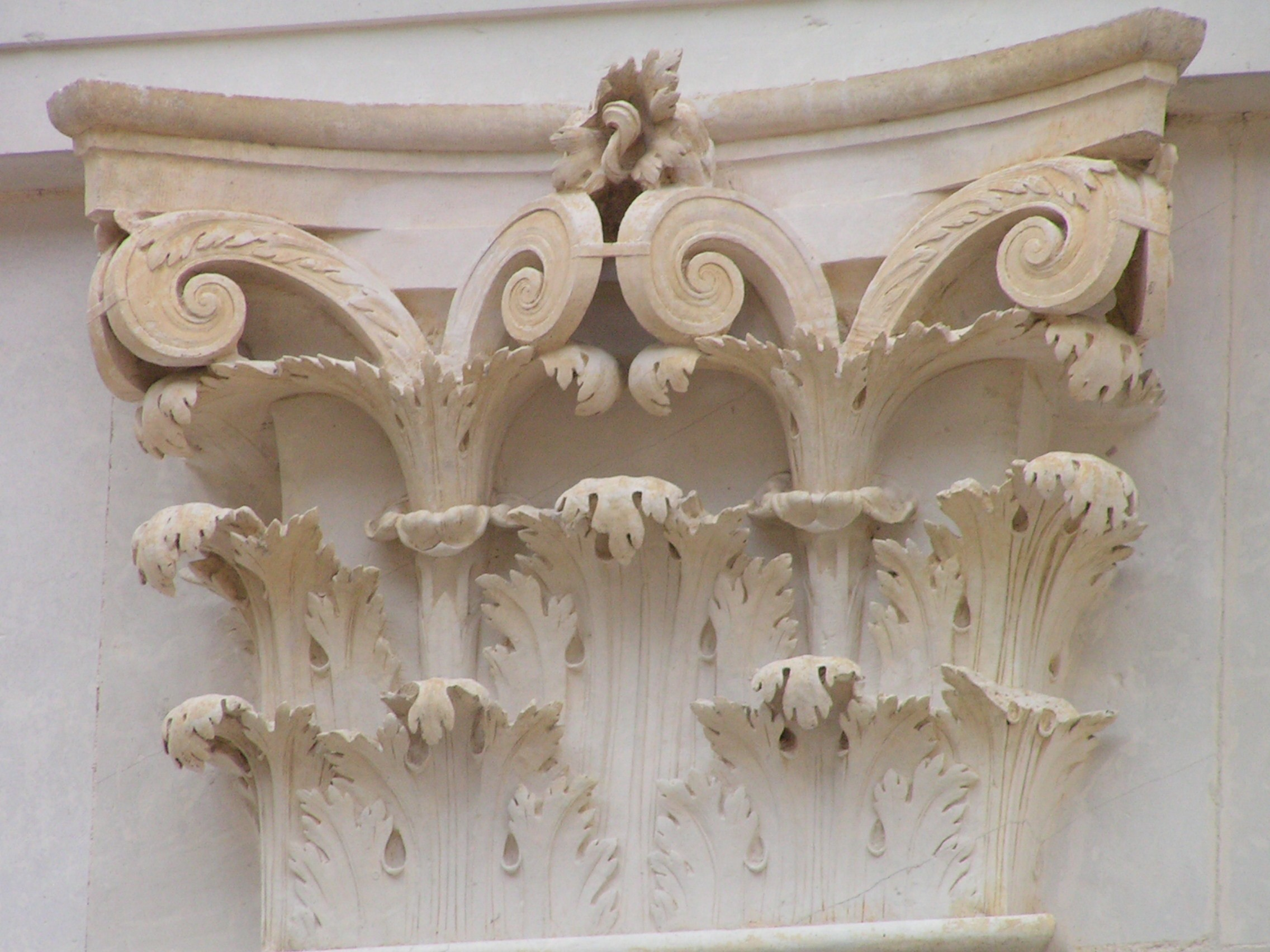
Chapiteau classicisant d'ordre corinthien, dessiné par Serlio.

Une régularité parfaite préside à l'organisation des volumes des façades. À l'extérieur, l'architecte superpose l'ordre toscan et l'ordre dorique tout en conservant le quadrillage à trame régulière des façades à pilastres surmontés d'entablements continus déjà observé dans les réalisations de la Première Renaissance. Pour autant les lignes horizontales de la composition l'emportent à Ancy-le-Franc, exprimant par là même une impression de calme régulier. Une corniche agrémentée de consoles surmonte l'ensemble. Ponctuant les façades, les fenêtres au chambranle rectiligne très simplifié s'inscrivent dans les intervalles formés par les pilastres. La volonté de Serlio est de créer ici un rythme alterné entre baies ouvertes et travées aveugles grâce aux fenêtres qui laissaient à l'origine un trumeau vide entre elles. Ces trumeaux ont malheureusement tous été percés de fenêtres identiques dès l'époque de Charles-Henri de Clermont-Tonnerre, créant alors une ordonnance plus banale des façades par cette altération du jeu des pleins et des vides primitifs. Les lucarnes percées au-dessus du départ du toit sont ici réduites à d'infimes proportions. Le décor des portes n'est, lui aussi, qu'une adjonction de Charles-Henri de Clermont-Tonnerre au début du XVIIe siècle. Seule la porte de la façade Sud, fait partie du projet original. Discrètement percée sous les rainures du pont-levis, elle est surmontée par la devise du maître de maison "Soli Dio Gloria. 1546".
Dans la cour d'honneur, seuls les légers frontons à enroulement des fenêtres du premier étage rappellent la Première Renaissance. Pour le reste, rien ne vient distraire l'ordonnance uniforme de ce véritable Cortile italien où les deux registres horizontaux délimités par des entablements courent sans interruption sur les quatre côtés. Le rythme est obtenu par l'emploi de pilastres jumelés d'ordre corinthien et composite, renfermant une niche ornée d'un coquillage, disposés sur un haut stylobate commun. Cette alternance d'une baie principale et d'une baie secondaire (ici feinte puisque représentée par une niche) encadrée de pilastres représente un des premiers exemples en France de la travée ryhmique de Bramante traitée avec une telle franchise et une telle rigueur. Au départ du toit, les lucarnes se retrouvent aussi réduites que sur les façades extérieures mais traitées avec un style plus orné. Au centre des façades, les arcades du rez-de-chaussée s'ouvrent sur des péristyles menant aux escaliers logés dans les angles. Partout ailleurs, elles sont obstruées par un mur percé d'une croisée. À l'étage, de hautes fenêtres coiffées d'une table (plaque de pierre) à couronnement prennent la place des arcades. Afin de donner accès au pont-levis (remplacé par un pont dormant dès le XVIIe siècle), Serlio ouvre au rez-de-chaussée de la façade Sud, une triple arcade qui n'est pas sans rappeler celle de la Villa Madame de Raphaël (1518) et du palais du Té de Jules Romain (1525-1536).
Le château d'Ancy-le-Franc développe ainsi une composition profondément originale par son rythme et sa simplicité, sans précédent en Italie comme en France. Ce nouveau style inspirera un peu plus tard l'architecte du château de Bournazel lors de l'édification du portique Est.

### Les décors intérieurs

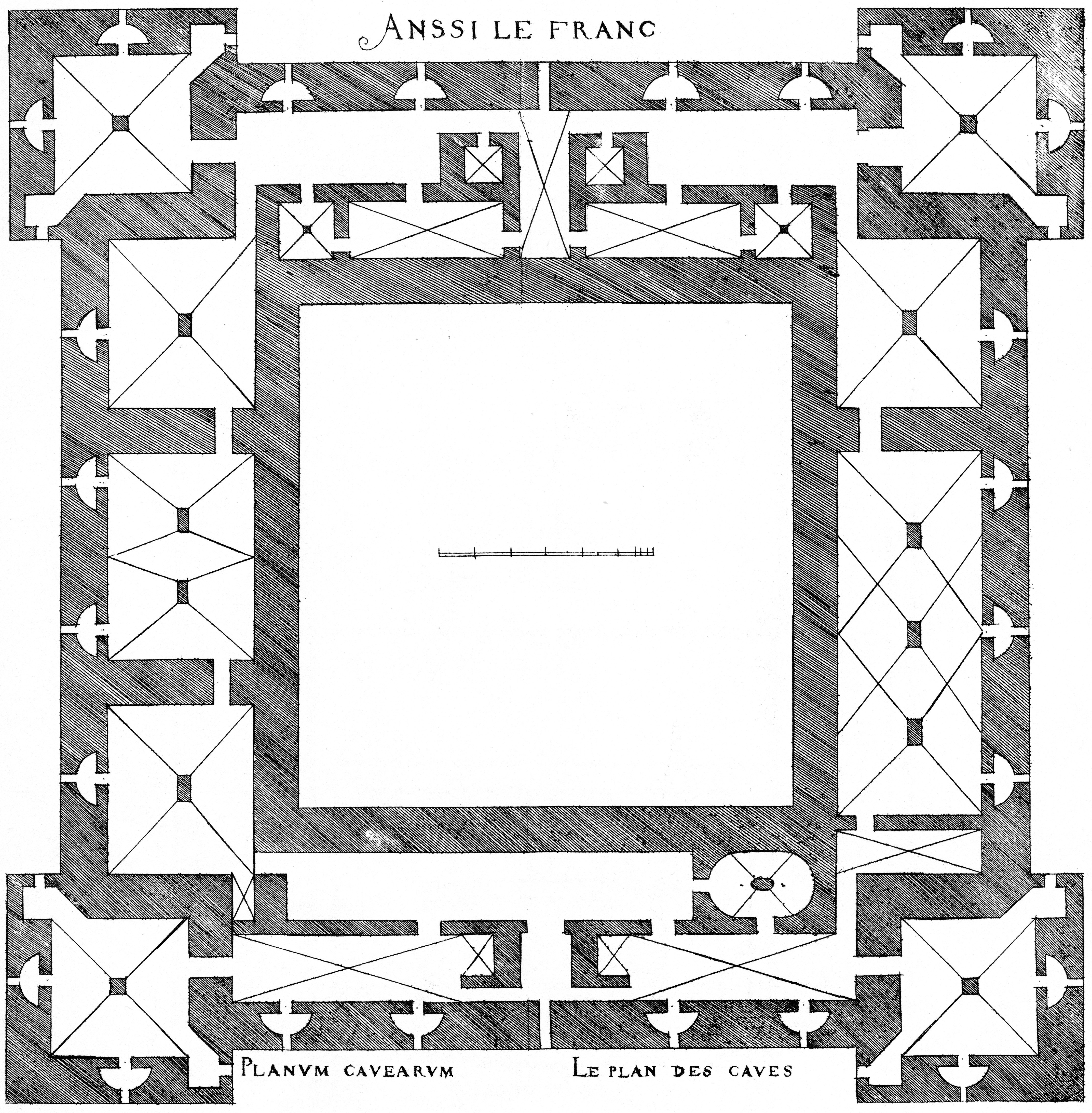
Plan du château de "Anssy-le-Franc" (1576, Jacques Ier Androuet du Cerceau, « Les plus excellents bastiments de France »).

Reprenant les partis pris de la salle de bal de Fontainebleau, les pièces du château d'Ancy-le-Franc sont ornées de hauts lambris surmontés de peintures sur enduit (et non de fresques) attribuées en grande partie à Primatice en collaboration avec d'autres peintres de la première école de Fontainebleau tels que Nicolò dell'Abbate, Luca Penni voire des artistes flamands italianisés comme Bartholomeus Spranger et Nicolas de Hoey. Leur style particulier témoigne ici encore de l'influence exercée par les demeures royales sur l'ensemble des productions artistiques du moment.
Tout comme le Palais du Te de Jules Romain (1525-1536), les salles se suivent en enfilade d'appartements pour la réception, décorés de thèmes qui leur donnent leur caractère individuel, bien davantage que l'usage qui en est fait. Dans la partie nord du rez-de-chaussée, voûté comme le sont généralement les rez-de-chaussée des édifices de Sebastiano Serlio, se trouve la salle des Césars datée de 1578, comportant des médaillons d'empereurs romains et de motifs en arabesques remis au goût du jour par Raphaël et ses émules. Vient ensuite l’appartement de Diane de Poitiers réalisé à la même époque et logé dans l'un des pavillons. La voûte de la chambre également ornée d'arabesques se développe autour d'un motif central en forme de toile d'araignée porté par des monstres ailés. Parvenues intactes au-dessus du haut lambris des murs, les deux grandes scènes de "Diane au bain surprise par Actéon" et du "Jugement de Pâris" ne suivent plus tout à fait le style du Primatice mais se rapprocheraient davantage des réalisations de l'artiste flamand italianisé Bartholomeus Spranger. D'autres pièces voûtées telles que la salle du Zodiaque et celle des Nudités comportent des peintures qui furent en grande partie détruites à l'époque du marquis de Louvois.
À l'étage, les pièces sont couvertes de plafonds à poutres et solives. La galerie des Sacrifices offre une série de peintures murales en camaïeu inspirées par des bas-reliefs antiques mais très restaurées au XIXe siècle. Puis vient la chambre de Judith, à la belle cheminée, logée dans l'un des pavillons, suivie par le cabinet du Pastor Fido réalisé d'après l'œuvre de Guarini à la fin du XVIe siècle. C'est dans cette dernière pièce, au superbe plafond à caissons, que Mme de Sévigné va écrire ses lettres lors de ses séjours au château. La grande salle des Gardes (20 mètres sur 9) a été réalisée, suivant la légende locale, pour Antoine III de Clermont en prévision de la venue d'Henri III en 1574 lors de son retour de Pologne. Le décor de carreaux émaillés armoriés a totalement disparu.
La chapelle dont le décor attribué au peintre Meynassier est achevée en 1604. Elle précède la galerie de Pharsale, servant de pendant à la galerie des Sacrifices et s'ouvrant sur la chambre des fleurs. Considérée comme l’une des pièces maîtresses de l’étage noble, cette galerie représente par un camaïeu d'ocres de trente-deux mètres de long, cette célèbre bataille de l’Antiquité. Attribuée à Nicolò dell'Abbate, une telle représentation demeure unique en France (elle a été récemment restaurée dans toute sa longueur). Au même étage, la chambre des Arts possède une belle cheminée à griffes. Surmontant de hauts lambris, des médaillons représentent les arts libéraux sous un plafond orné d'entrelacs dorés sur fonds bleu, vert et amarante. Certaines compositions seraient attribuées au Maître de Flore dont le dessin d'Apollon et les Muses est conservé au musée du Louvre. Enfin, la galerie de Médée, se voit également ornée de médaillons et d'arabesques. Ces deux dernières pièces dont le décor est très proche de la galerie d'Ulysse à Fontainebleau reflètent l'influence, sinon l'intervention sur le chantier d'Ancy-le-franc, du Primatice ou de Nicolò dell'Abbate voire de Luca Penni.

## Les jardins

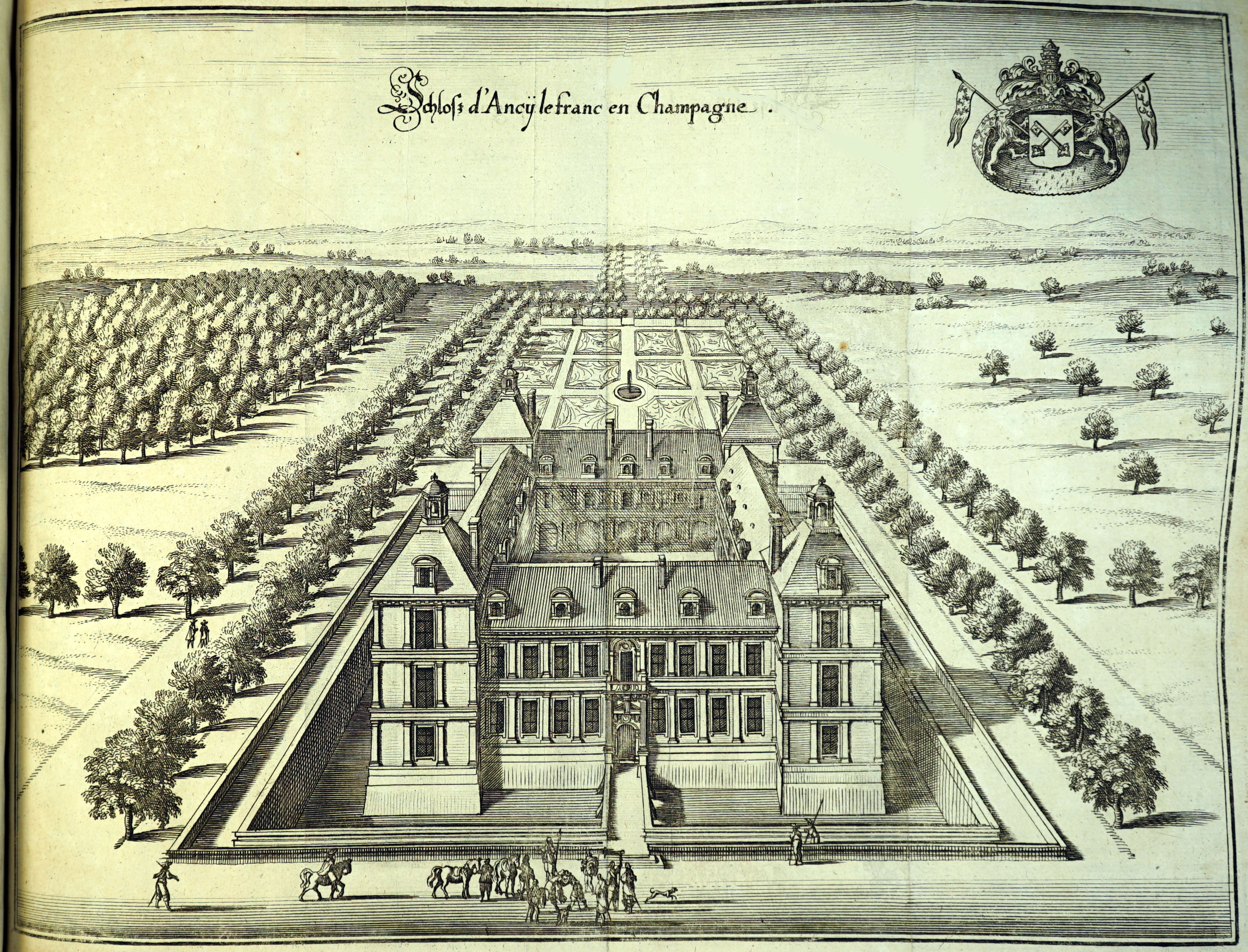
Perspective d'Anecÿ le franc par Martin Zeiller (1656).
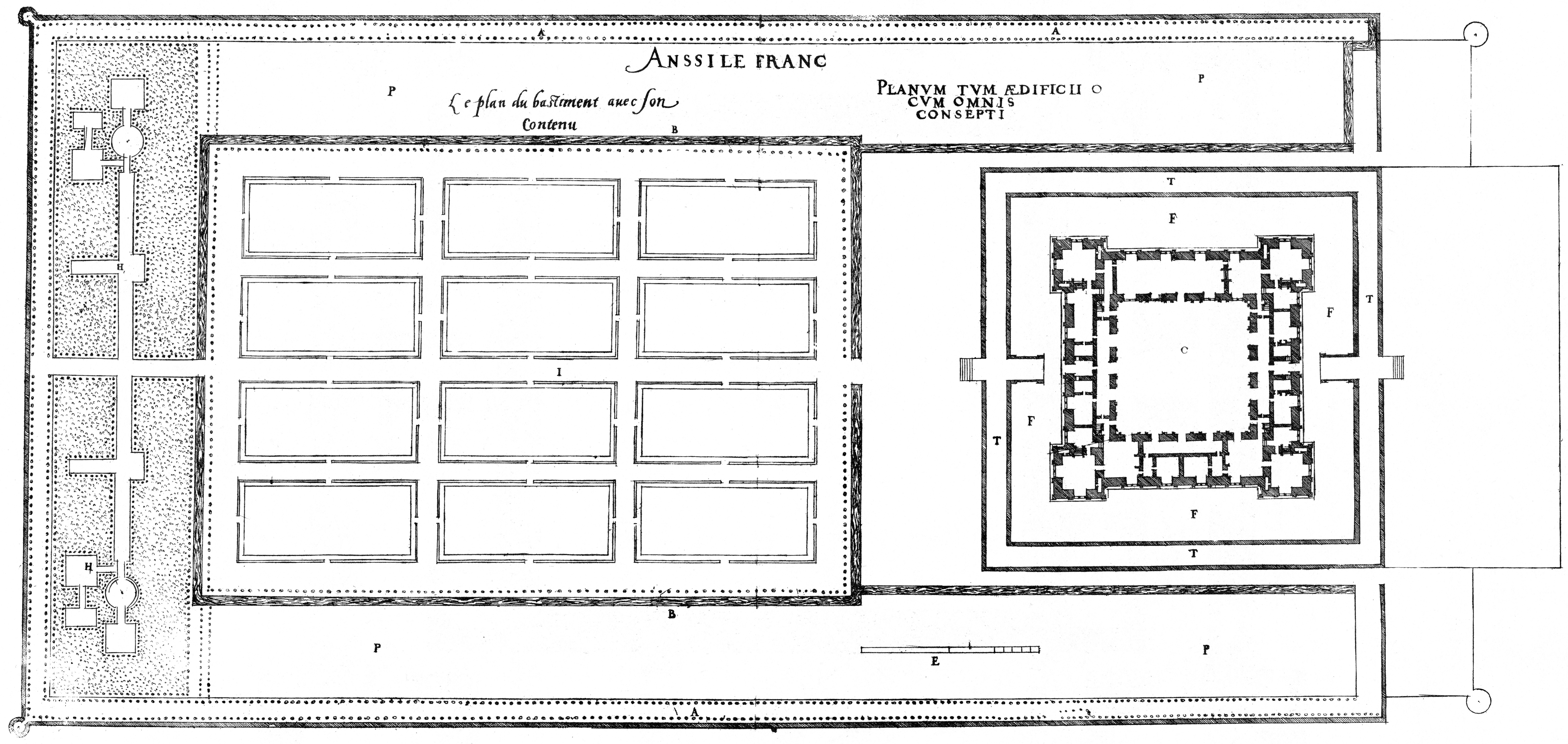
"Anssy-le-Franc" (1576, Jacques Ier Androuet du Cerceau, « Les plus excellents bastiments de France »).
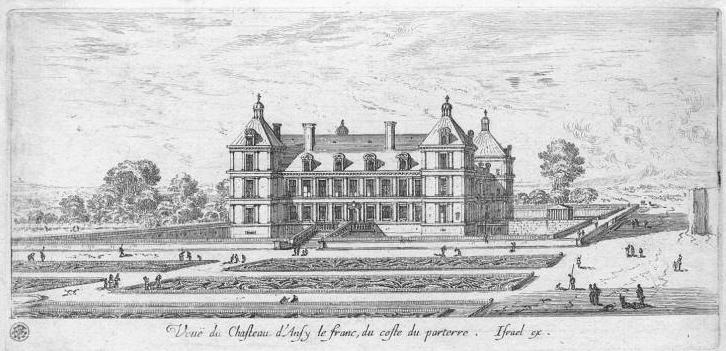
"Veüe du chasteau d'Ansy-le-franc" par Israël Silvestre (1640).
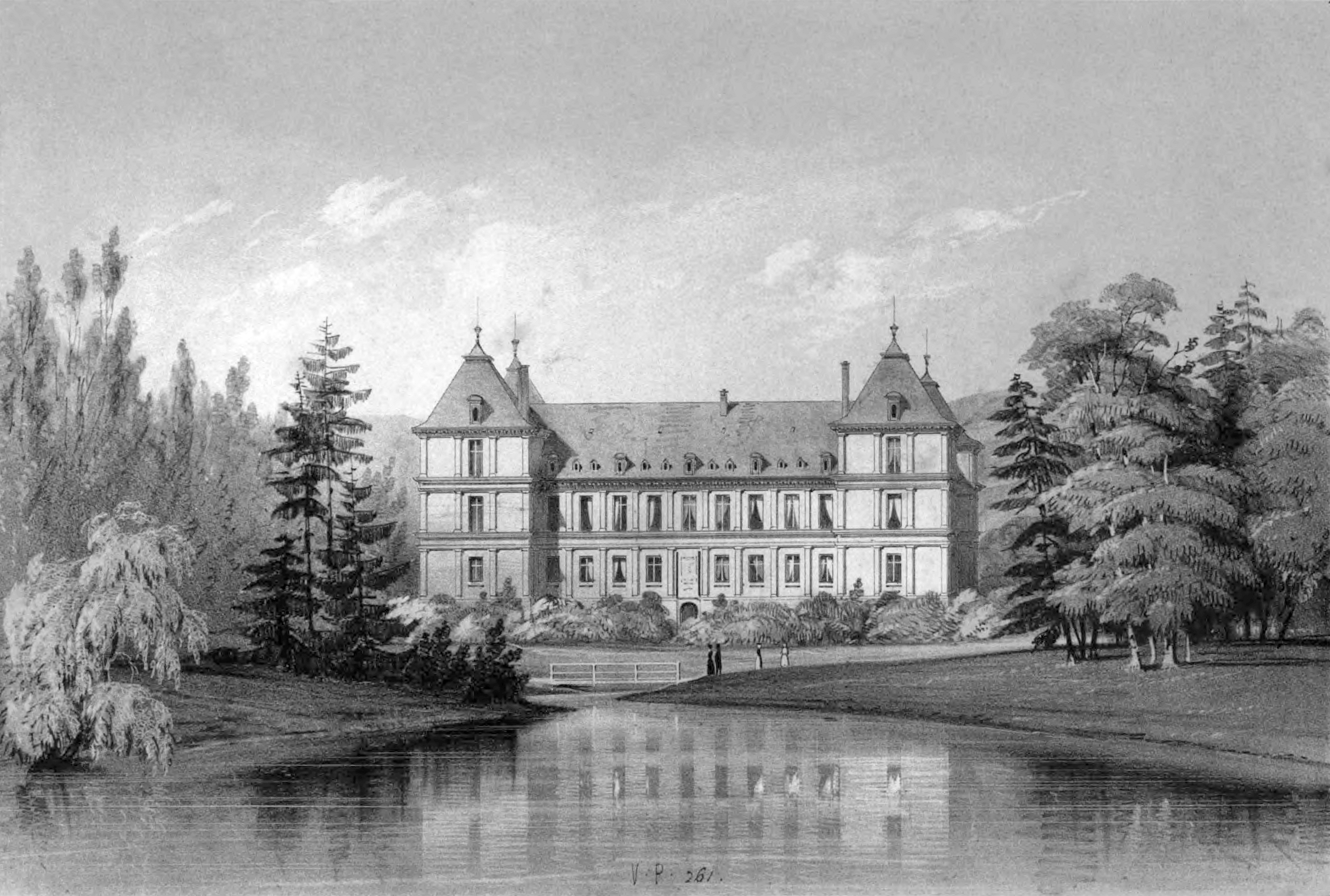
Le château d'Ancy-le-Franc par Claude-Étienne Chaillou des Barres (1845).

Situé aux abords du canal de Bourgogne et de l’Armançon, le parc du château d'Ancy-le-Franc a suivi l'évolution du goût en matière de jardin, lui imposant de nombreux réaménagements au fil du temps. Conçu pour Antoine III de Clermont comme un jardin de la Renaissance, il devint avec le marquis de Louvois un magnifique jardin à la française avant d'être totalement transformé à partir des années 1759 par le scientifique marquis de Courtanvaux en un jardin à l'anglaise. Aujourd'hui, il se compose d’un vaste parc de 50 hectares.

### Le jardin de la Renaissance

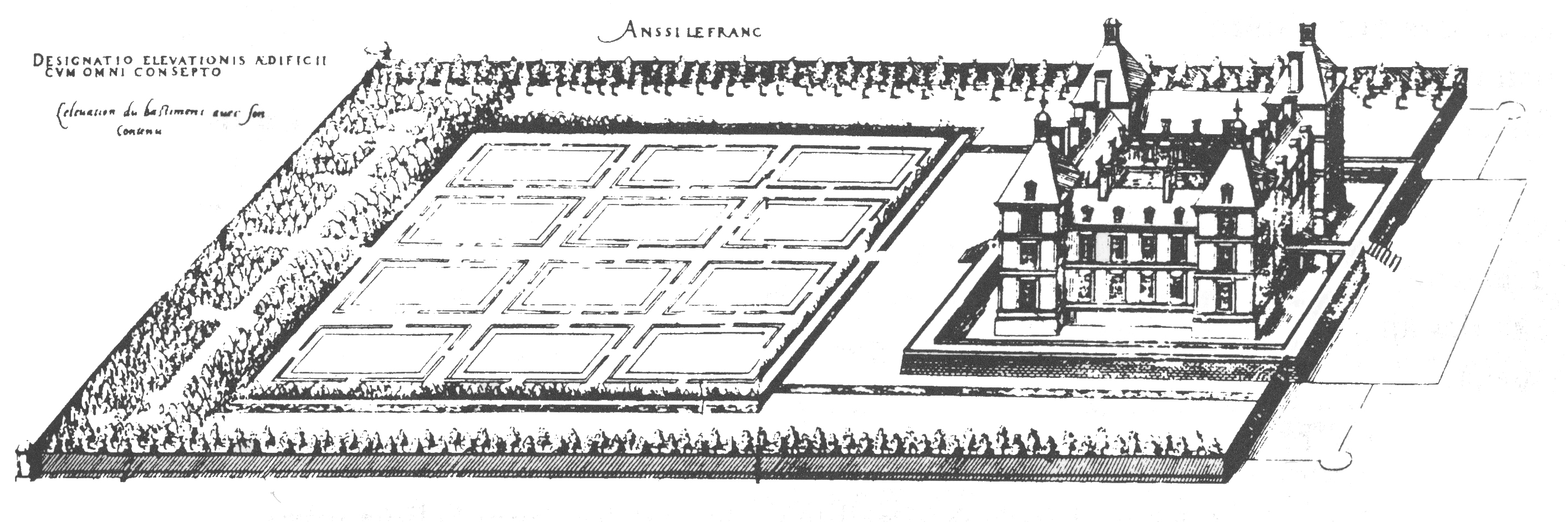
Jardins du château d'Ancy-le-Franc (1576, Jacques Ier Androuet du Cerceau, « Les plus excellents bastiments de France »).

À l'époque de la réalisation du château, le parc forme un ensemble limité au nord-ouest par le mur d'enceinte médiéval. Pour mettre en valeur l'édifice, le terrain est largement cerné d'un fossé (comblé en 1836) dont les terres enlevées servirent alors au remblaiement d'une large terrasse de six mètres de large (disparue au XVIIIe siècle) formant ainsi une sorte de socle d'où l'édifice doit dominer l'étendue de la plaine. Les jardins sont ainsi divisés en zones distinctes dont l'ensemble comprend non seulement un jardin d'agrément et un labyrinthe planté de charmilles, mais aussi un jardin des simples, c'est-à-dire des plantes aromatiques et médicinales, traditionnel au Moyen Âge.
La partie du parc traitée en jardin d'agrément se caractérise par des plates-bandes ou parterres symétriques et géométriques, des plantes en pots, des allées de sable et gravier, une large terrasse, des escaliers et des rampes, des eaux courantes sous forme de canaux, de cascades, de fontaines monumentales et des statues de personnages mythologiques. Cet espace s'achève alors par un bois peuplé de labyrinthes dont le but est de s'élever spirituellement. Les jardins qui entourent alors le château, représentent une véritable extension du bâtiment tout en étant conçus pour illustrer les idéaux de mesure et de proportion de la Renaissance, rappelant ainsi les vertus de la Rome antique.
Dans le jardin d'Ancy-le-Franc, à l'époque de la Renaissance, on est passé de l’enclos utilitaire, tout chargé de symbolique chrétienne, à de larges perspectives utilisant le vocabulaire païen, et dont le but principal est la seule délectation, le plaisir. Les considérations esthétiques et personnelles deviennent alors primordiales. L’exemple d'Ancy-le-France montre à quel point l'espace du jardin subit alors de moins en moins l’influence des préceptes religieux (nonobstant les visions de l'époque d’Érasme et de Palissy). Les références iconologiques ne sont plus qu’exclusivement classiques : elle appartiennent à la mythologie par l’emploi de sa symbolique, des thèmes illustrés ou de la statuaire… Ces jardins ont alors aussi une dimension politique et sont dessinés à la gloire du maître des lieux, Antoine III de Clermont. Dénotant l’évolution de l’art de vivre de l'époque, le parc d'Ancy-le-Franc devient un cadre de fêtes et de fastueux banquets. Son histoire est aussi le reflet de celle, parallèle, de la botanique (introduction de nouvelles espèces, approche de plus en plus scientifique) et de l’évolution des théories et pratiques culturales.

### Le jardin à la Française

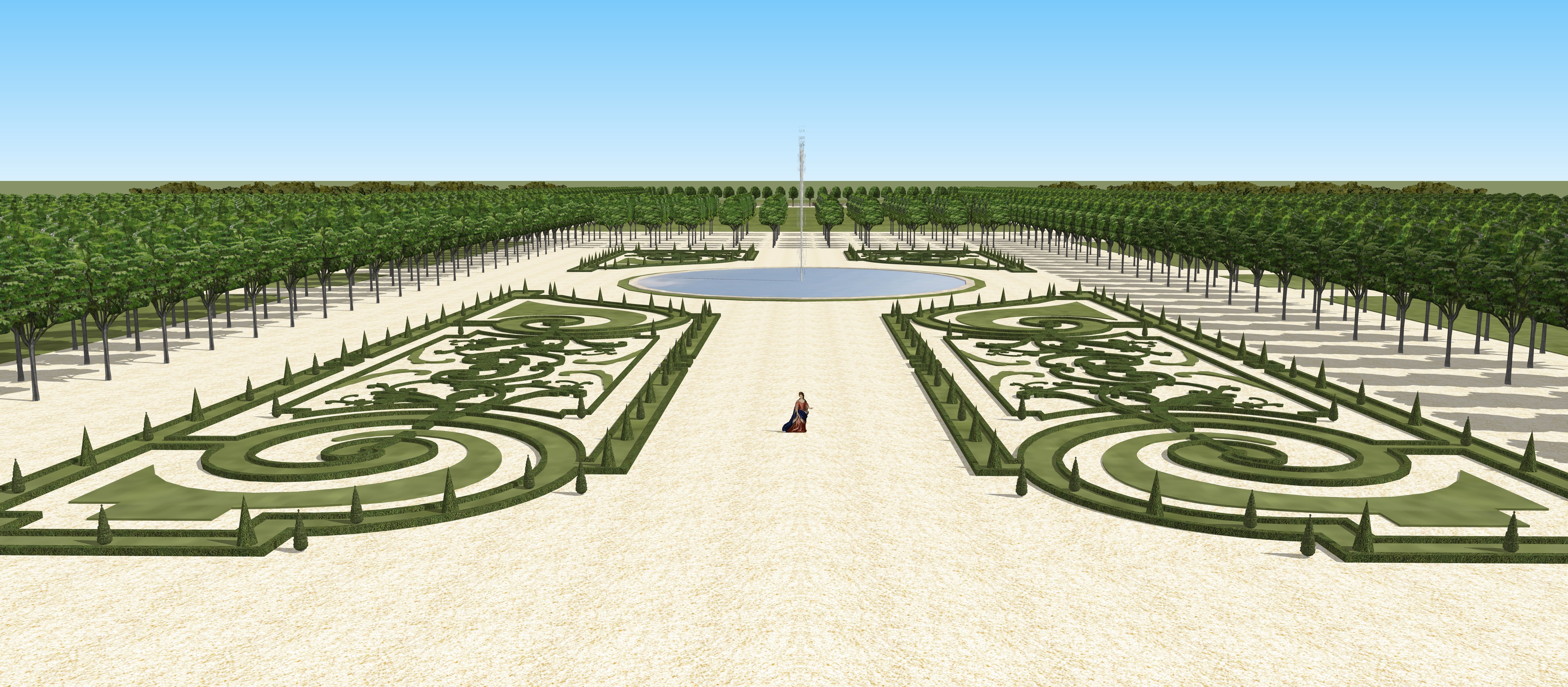
Vue du grand parterre d'Ancy-le-Franc au temps de Louvois, vers 1685

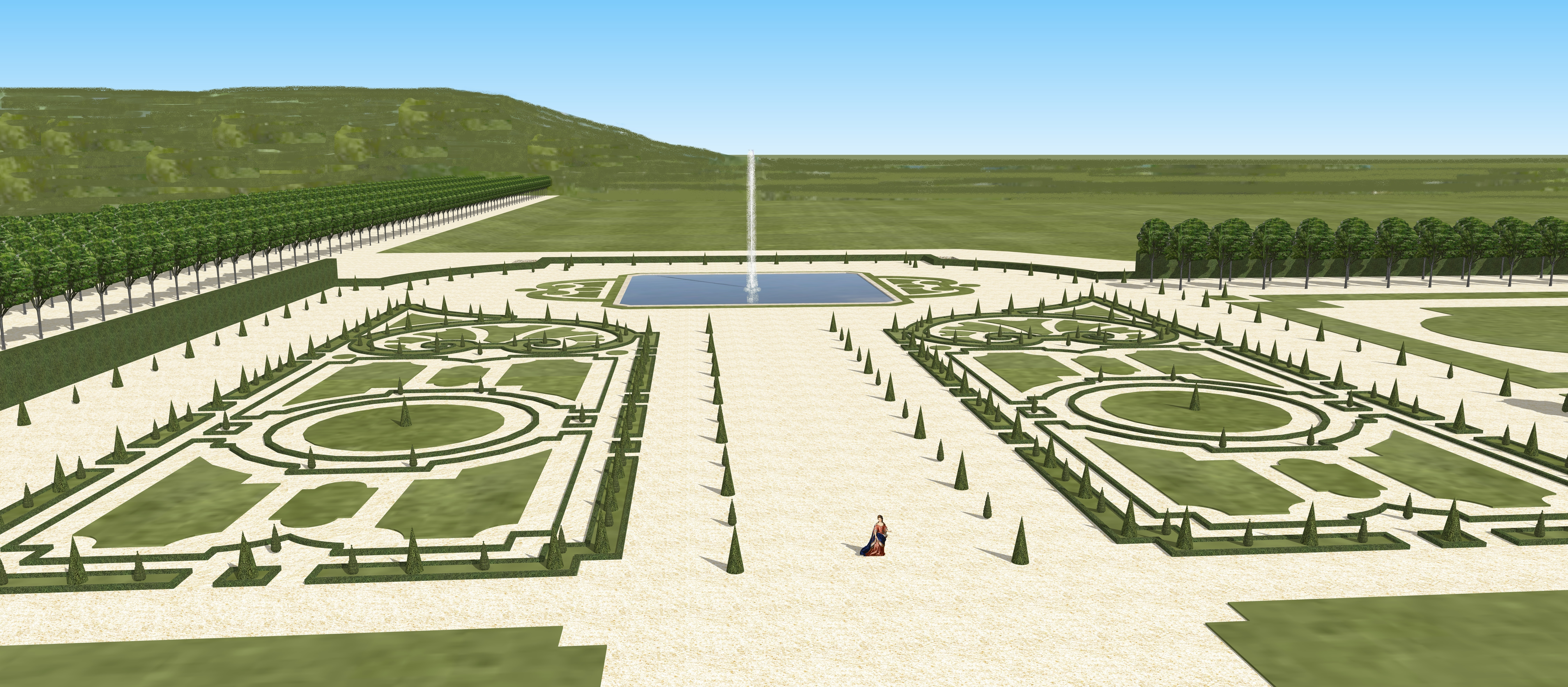
Vue du parterre gauche du château d'Ancy-le-Franc, au temps de Louvois, vers 1685

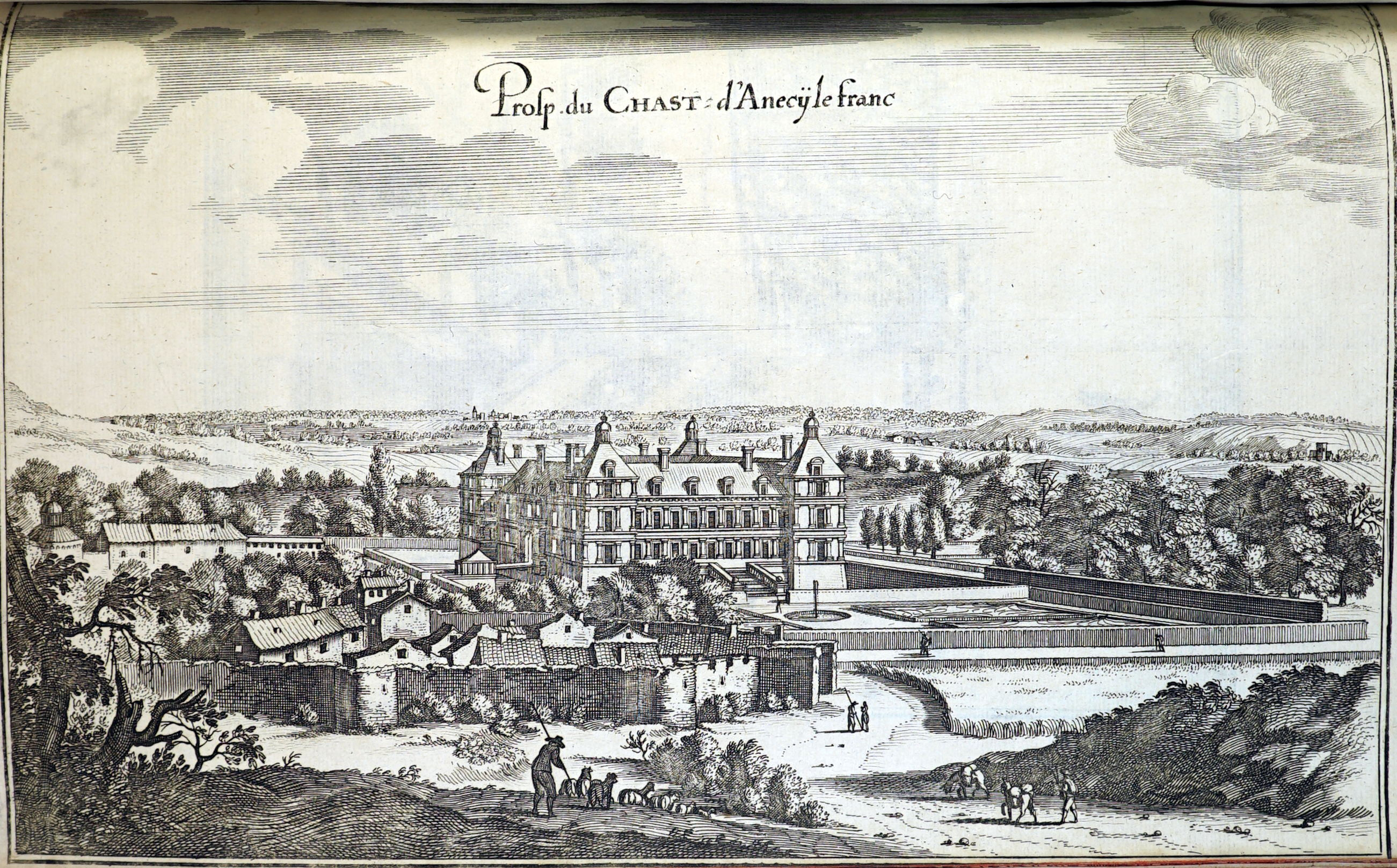
Vur perspective du château et des jardins d'Anecÿ le franc de Martin Zeiller (1656).

En 1684, lorsque le Marquis de Louvois s’acquiert le château, il entreprend alors de lui donner le caractère d’une demeure du “Grand Siècle”, faisant d’Ancy-le-Franc son Versailles particulier. Suivant cette ambition, il ordonne la démolition des derniers vestiges du mur médiéval, au nord-ouest du château, de façon à libérer l’espace pour la construction d'une orangerie et de vastes communs disposés autour de deux cours.
Afin de rivaliser avec les grands domaines de l’époque tels que Vaux-le-Vicomte, Chantilly ou celui de Colbert à Sceaux, Louvois commande à André le Nôtre d’entourer le château d’un vaste jardin à la française dont le vocabulaire esthétique, végétal et la statuaire sont directement inspirés des jardins du nord de l'Italie mais faisant entrer de manière inédite le paysage dans les perspectives dans un souci de perfection formelle.
Reprenant le parti des jardins de Versailles qui deviennent une référence pour les cours d'Europe, le parc réalisé pour le Marquis de Louvois comporte alors des aménagements hydrauliques lourds tels que des canaux et des bassins et font montre d'une taille savante des végétaux que l'on nomme art topiaire. Ses magnifiques parterres réguliers et souvent linéaires, faisant une large place aux jeux d'eau, sont ornés de salles, de chambres ou de théâtres de verdure. On se déplace entre des murs de charmilles ou le long d'escaliers d'eau. On recouvre le sol de tapis de broderies réalisés à l'aide de pelouses brodés de buis tandis que le long des allées, les arbres sont taillés en rideaux rythmés par des statues à l'antique.

### Le jardin à l’Anglaise

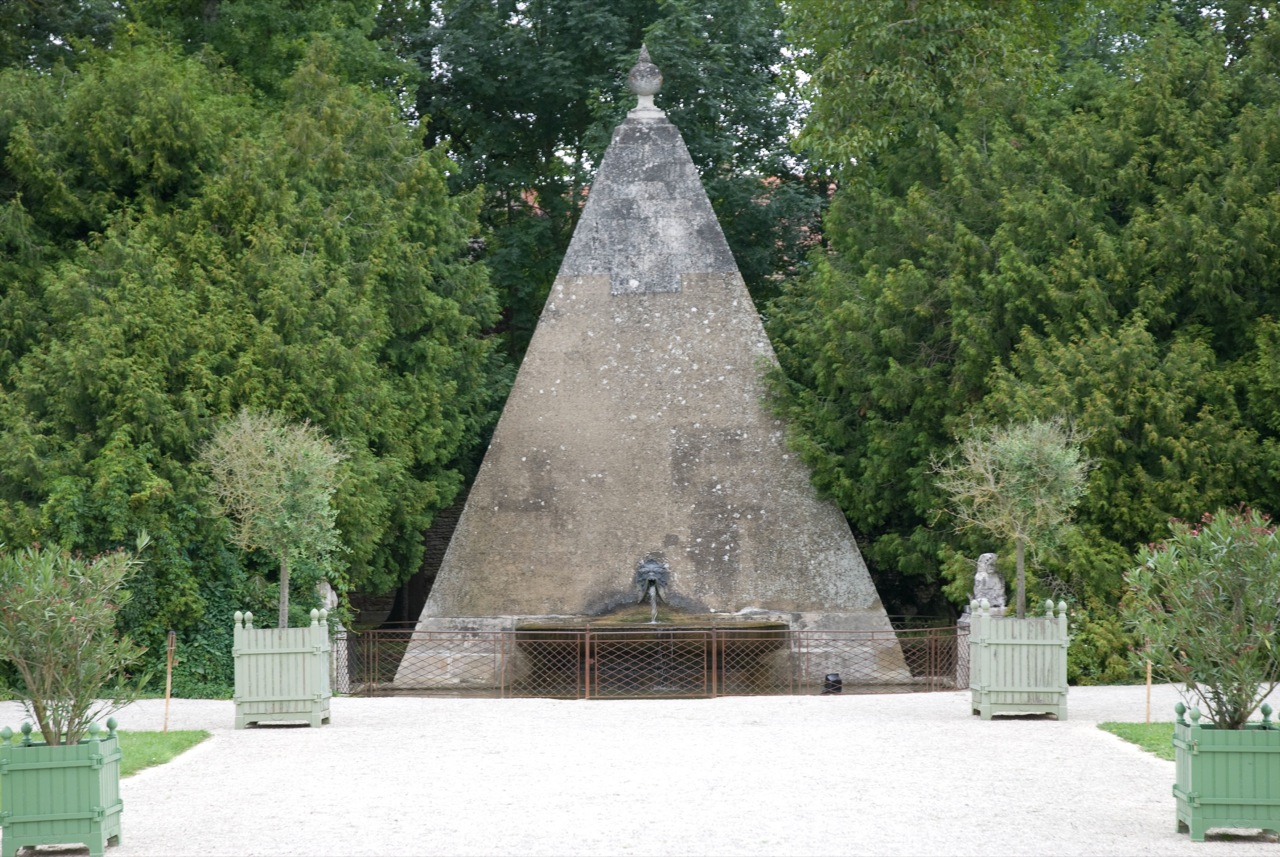
La fabrique de la Pyramide (XVIIIe siècle).

À partir de 1759, le descendant du Marquis de Louvois, le scientifique marquis de Courtanvaux (1718-1781), décide de suivre l'anglomanie ambiante et les préceptes du "retour à la nature" prôné par Jean-Jacques Rousseau pour transformer radicalement une partie des jardins en un parc à l’anglaise. Si la grande terrasse se voit alors supprimée, la perspective centrale en parterres de broderies, mettant en valeur l'édifice, est préservée. L’organisation de ce nouveau jardin en une succession de points de vue pousse le concepteur à exploiter ou accentuer plutôt qu’à corriger les accidents du site. Les reliefs deviennent ainsi des belvédères, l'étang de pêche au sud du bâtiment s'agrandit et devient un lac d'agrément dont l'îlot central, orné d'une "folie" en forme de pavillon octogonal, se voit destiné à abriter les idylliques loisirs du marquis, endroit duquel on aimait d'ailleurs tirer les feux d’artifice. Le parc dont les étendues sont désormais ornées de fabriques telles que la Pyramide, est travaillé en miniaturisation. Il devient totalement symbolique de l'espace naturel à grande échelle qui fournit les moyens d'habitat et les denrées vitales fournies par les végétaux et les animaux. La forêt à bois de chauffage et bois de construction devient bosquet. La prairie à brouter devient un gazon tondu en tapis de verdure.
Malgré les spoliations révolutionnaires, le dernier marquis de Louvois parvient à rentrer en possession du château. Il procède alors à une remise en état générale du parc. Mais laissé trop longtemps à l'abandon, le concepteur ne peut reprendre que certaines dispositions du XVIIIe siècle. Les fossés sont alors comblés dès 1836 et les dernières allées rectilignes désormais disparues font place à une sorte « d’errance poétique ». Ces efforts paient ; c'est ainsi que le château retrouve pour un temps sa splendeur passée.

### Le jardin aujourd'hui
Dès 2016, des fontaines et des tonnelles ont été restaurées sur le Parterre Ouest, grâce au travail d'un collectif d’experts. Cette création, inspirée d’anciens plans du XVIIIe siècle, est composée d’un parterre central doté d’une ancienne fontaine, entièrement restaurée et remise en eau dont le bassin de pierre, créé à neuf, est entouré d'allées de graviers rayonnantes dessinant des parterres de "tapis verts" bordés de rosiers.
Sur le parterre Est, la création de nouveaux jardins est en cours depuis le printemps 2017. L’évolution du projet est suivie par TF1 en vue de la réalisation d'un grand reportage qui sera diffusé à l’automne 2017.

## Galerie

### Vues actuelles

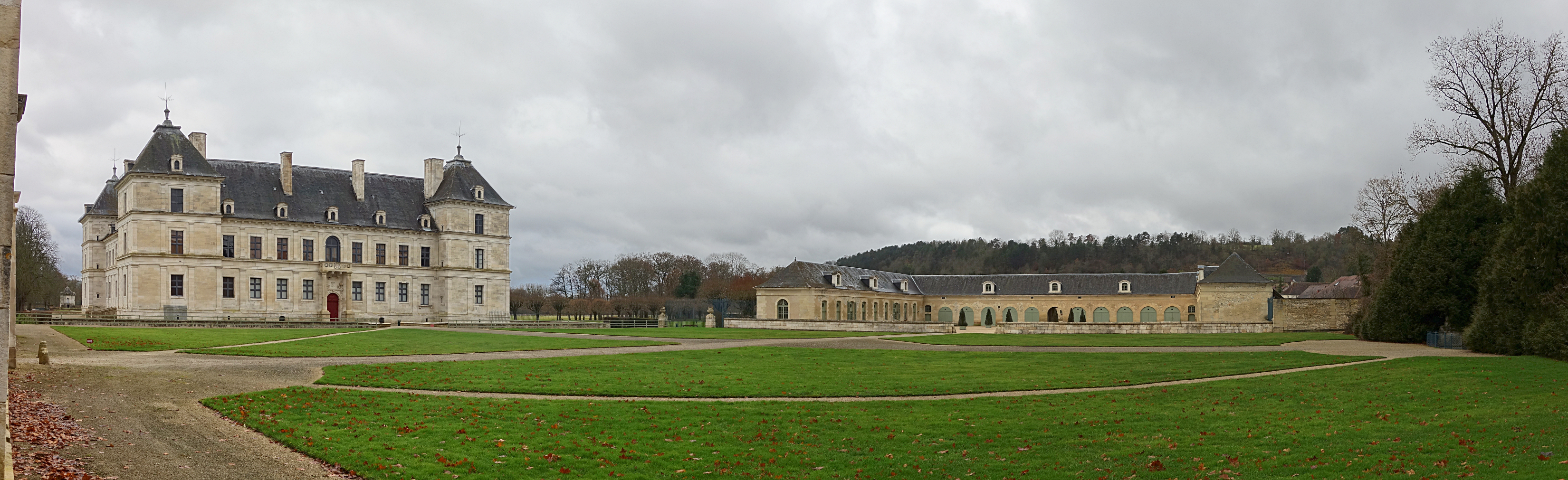
Vue d'ensemble du château d'Ancy-le-Franc (1538-1546) et des écuries du XVIIe siècle.
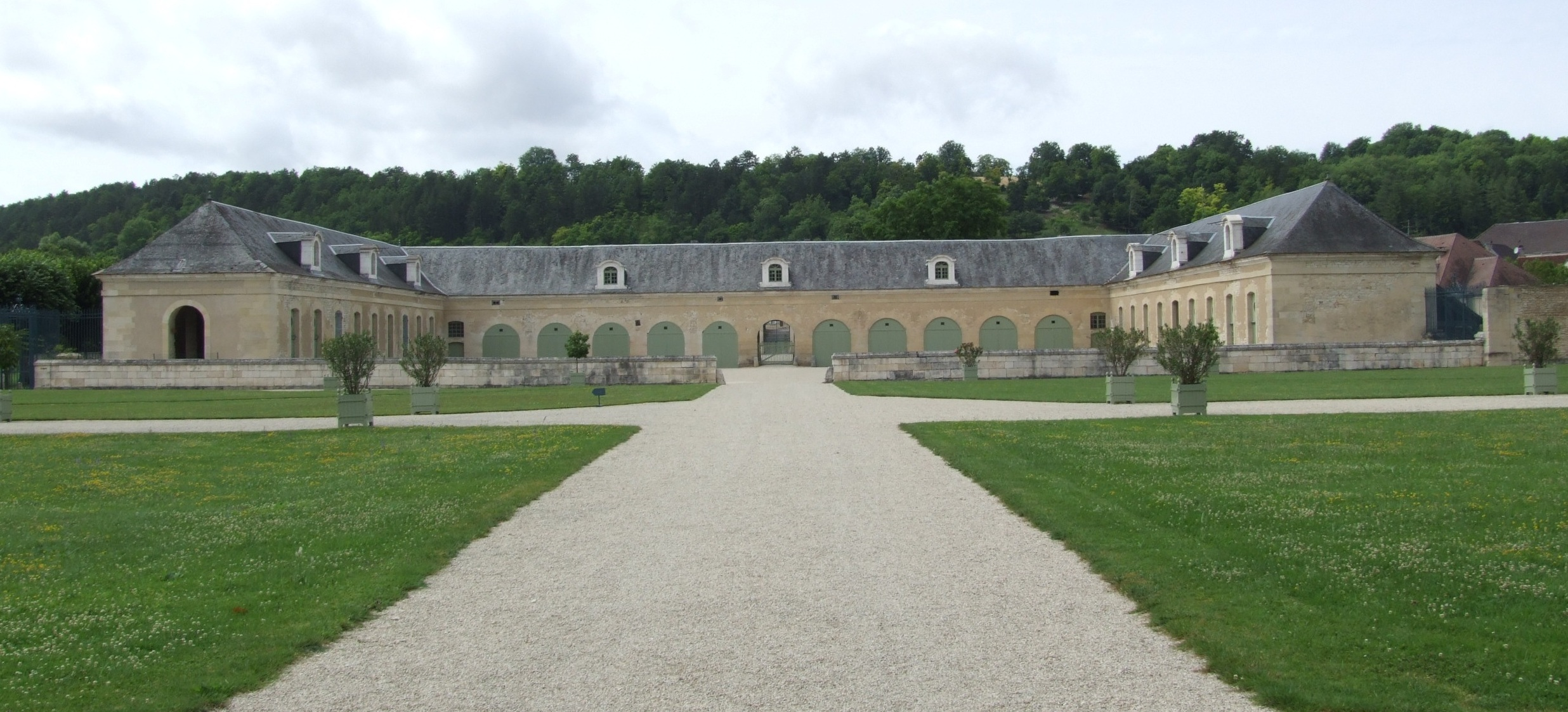
Les écuries du marquis de Louvois (XVIIe siècle).
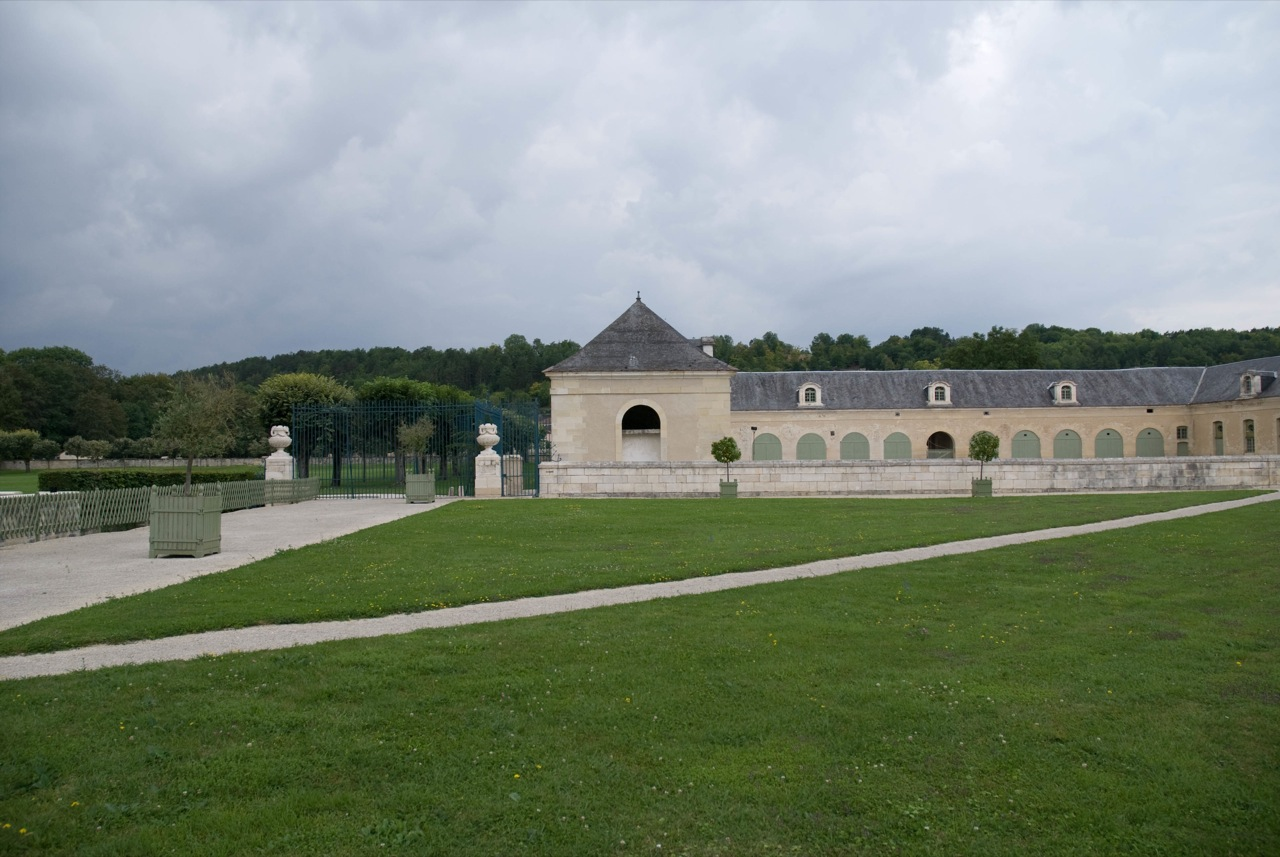
Les écuries du marquis de Louvois (XVIIe siècle).
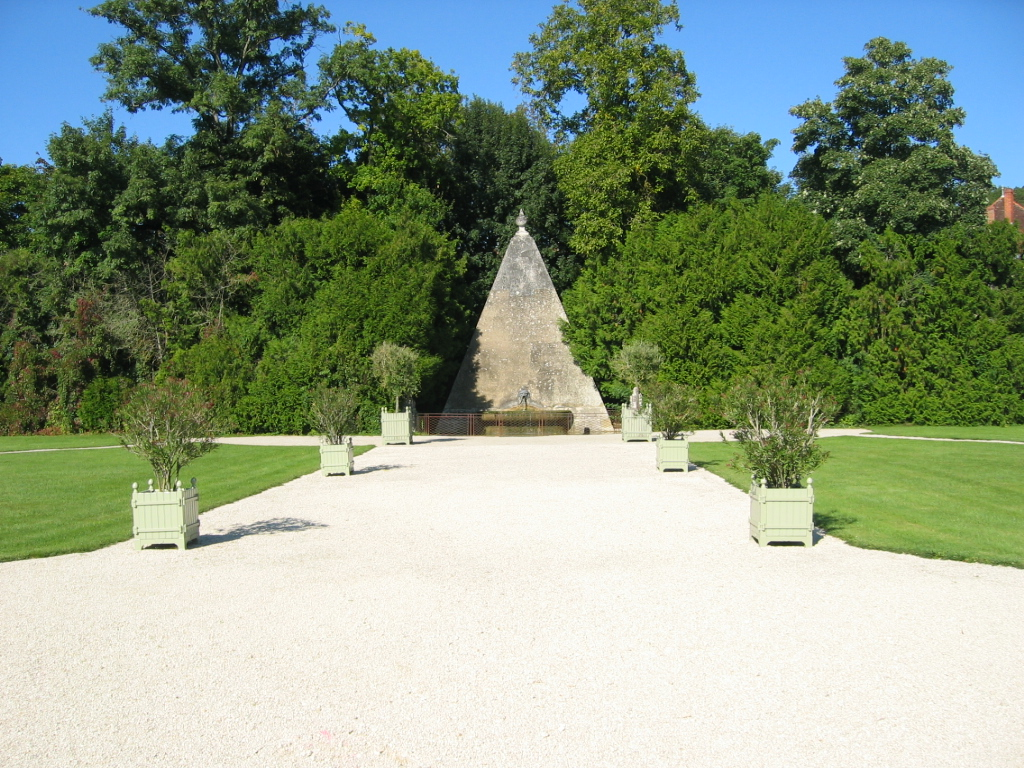
Le parterre de la Pyramide (XVIIIe siècle).
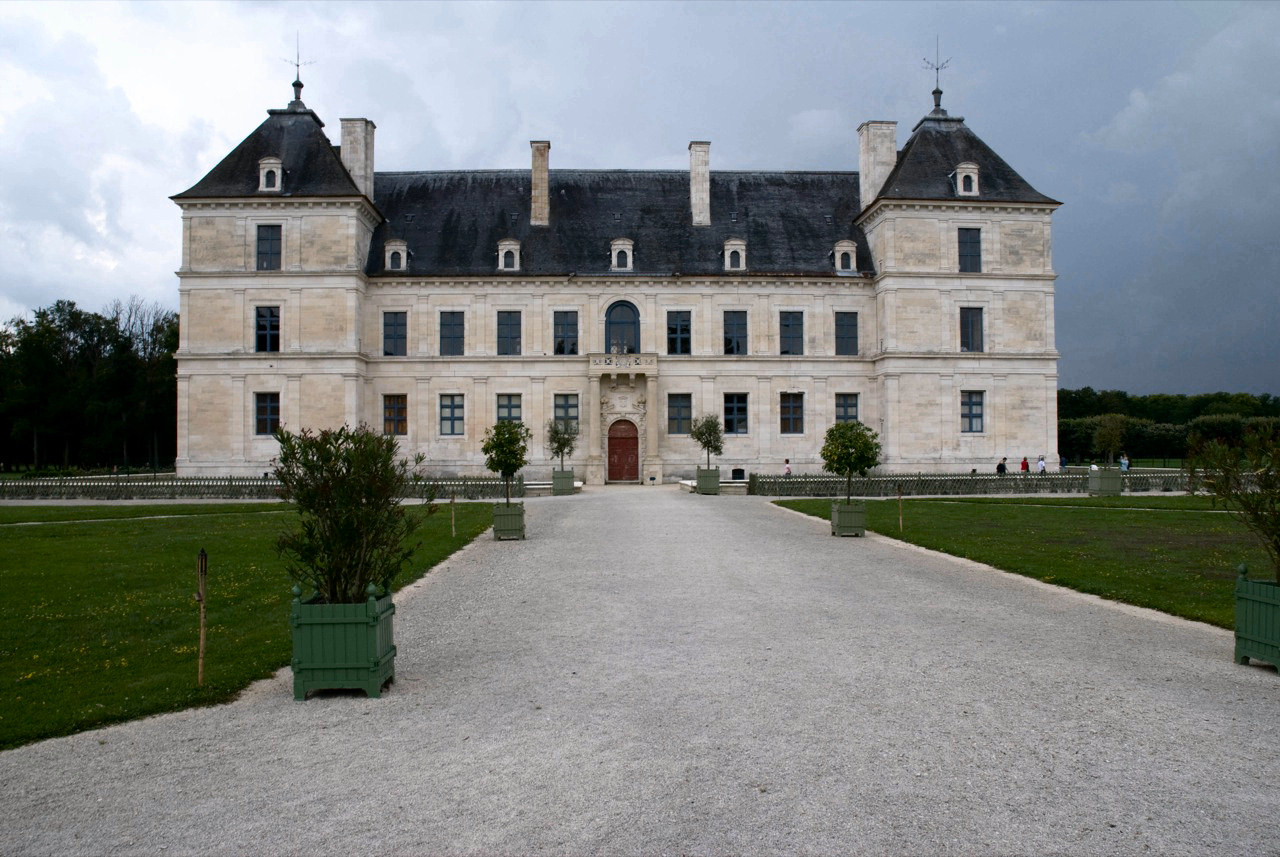
Vue du château depuis le parterre Nord (1538-1546).

### Vues anciennes

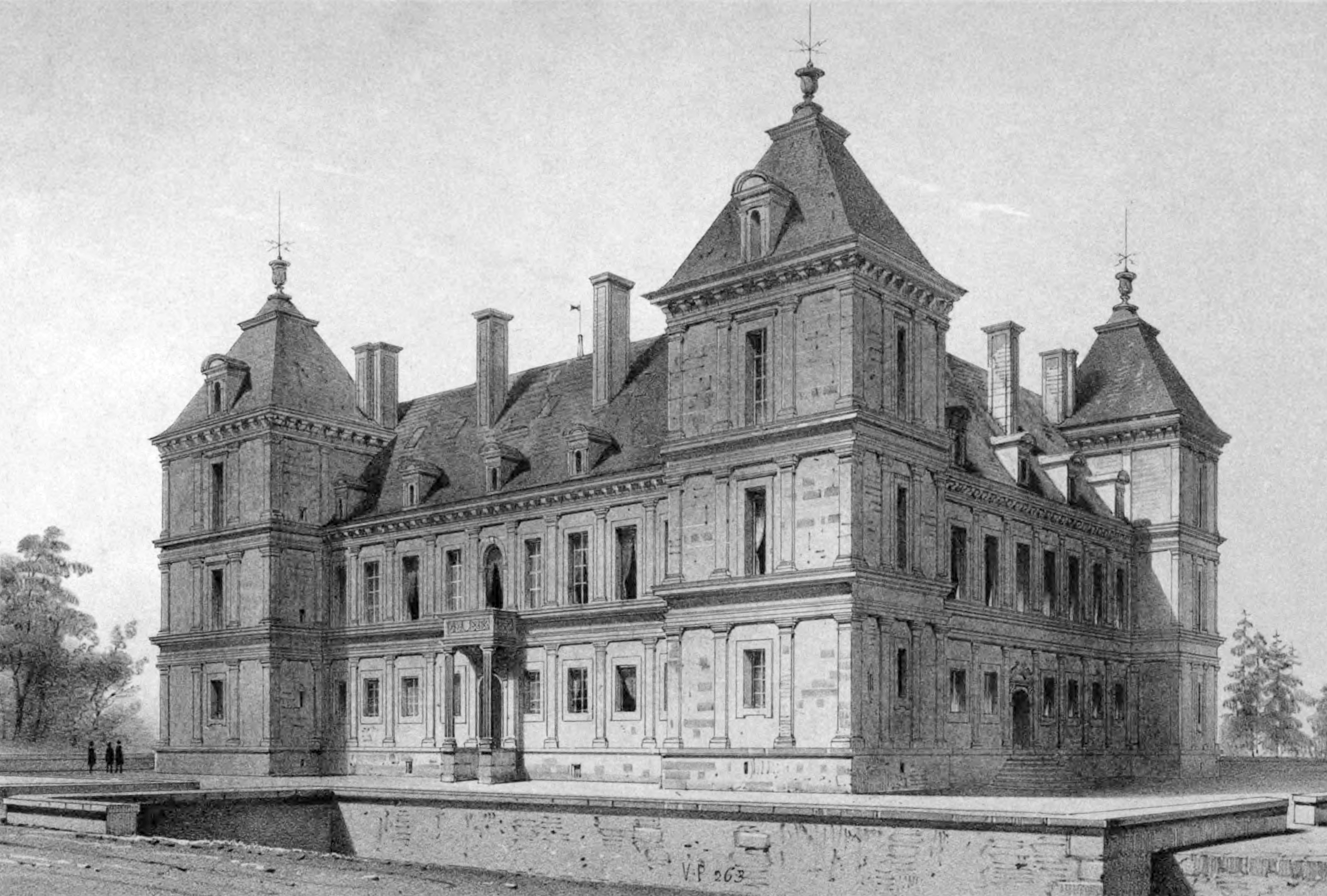
Le château d'Ancy-le-Franc par Claude-Étienne Chaillou des Barres (1845).
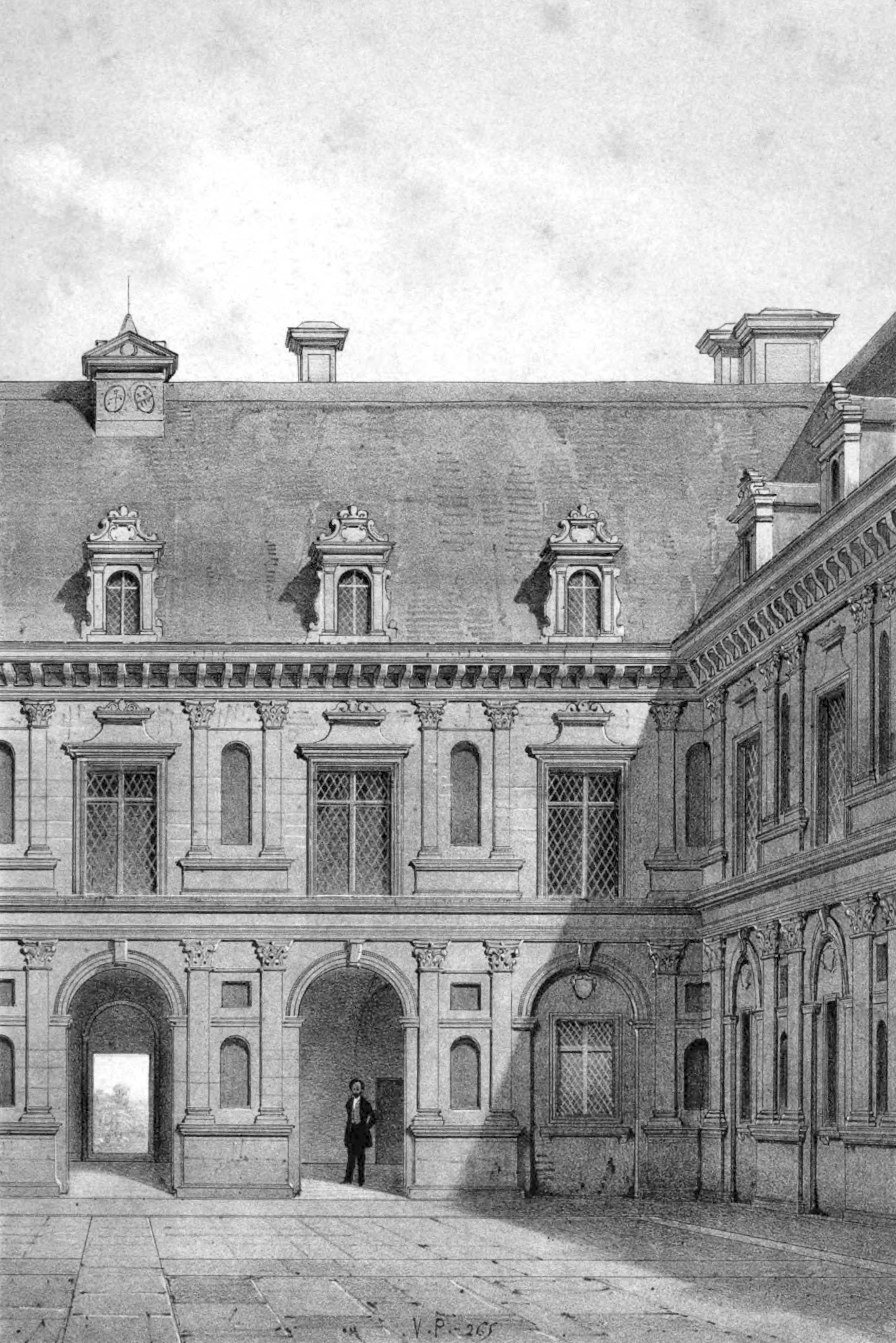
Le Cortile par Chaillou des Barres (1845).
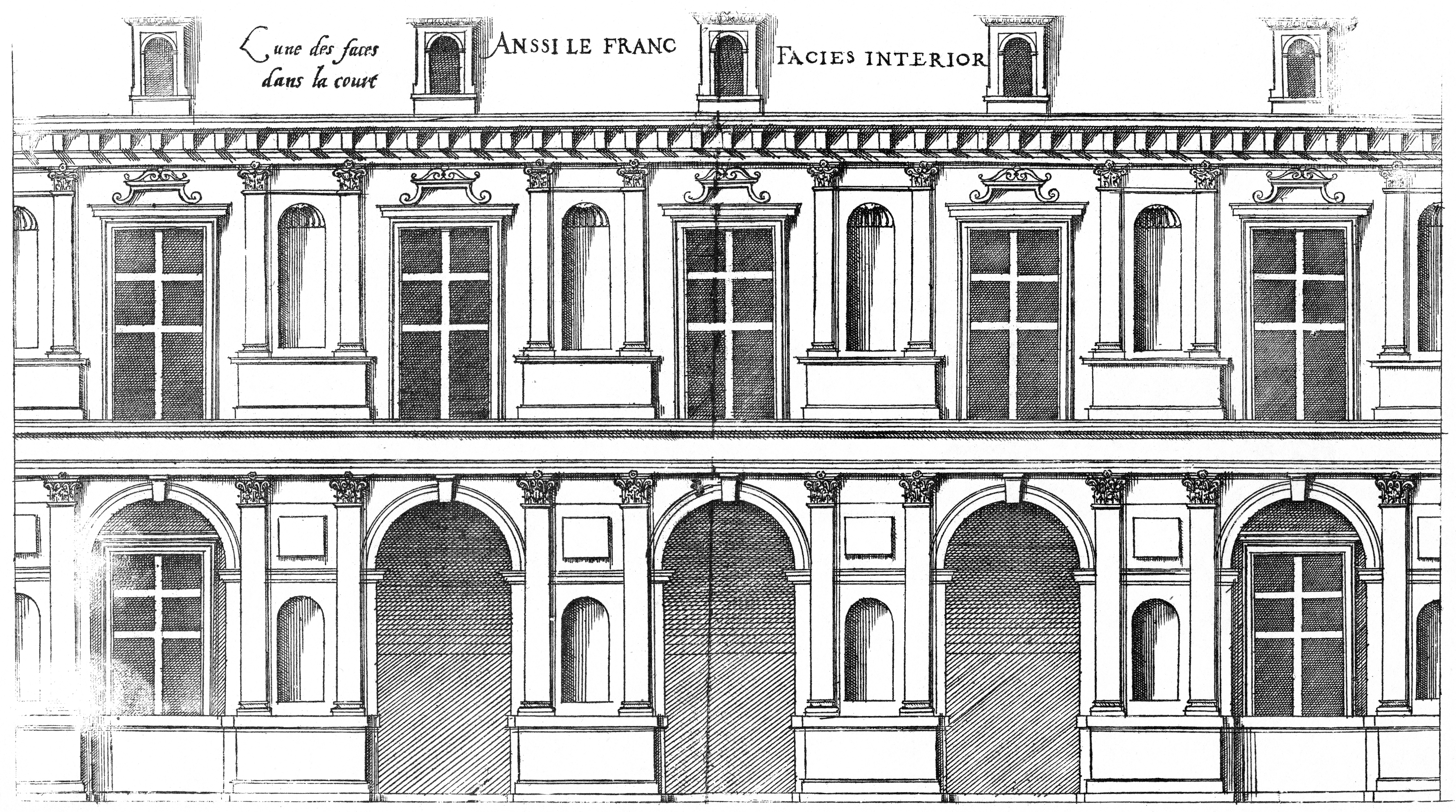
"Anssy-le-Franc" (1576, Jacques Ier Androuet du Cerceau, « Les plus excellents bastiments de France »).
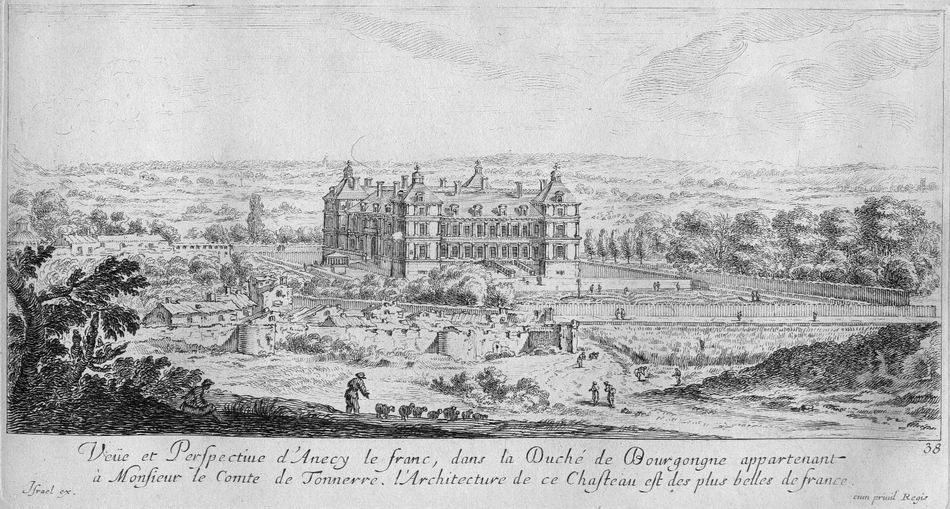
"Veüe du chasteau d'Ansy-le-franc" par Israël Silvestre (1640).